# Sud-Aviation SE 210 Caravelle
Vous lisez un « bon article » labellisé en 2024.
Pour les articles homonymes, voir Caravelle.
Dimensions
Le Sud-Aviation SE 210 Caravelle est un avion de ligne biréacteur, destiné aux liaisons court et moyen-courriers, produit entre 1958 et 1973 par la société française Sud-Aviation, qui devient Aérospatiale en 1970.
Premier avion à réaction court-courrier au monde, la Caravelle présente la caractéristique, innovante pour l'époque, d'avoir les moteurs placés à l'arrière du fuselage et non dans les ailes comme pour le Comet, ou dans des nacelles subalaires comme c'est le cas pour le Boeing 707. Elle peut emporter, selon les versions, de 80 à plus de 130 passagers sur une distance maximale comprise entre 1 650 et 3 400 km. Le premier prototype réalise son premier vol à Toulouse le 27 mai 1955 et Air France met en service le premier appareil de production, baptisé « Alsace », le 6 mai 1959.
La première génération de Caravelle, équipée du moteur Avon, à simple flux, du motoriste britannique Rolls-Royce Limited, rencontre un petit succès commercial, mais sort peu des marchés européen et africain. Au début des années 1960 apparaît une deuxième génération de l'avion. Elle est équipée de moteurs Pratt & Whitney JT8D à double flux et offre une capacité accrue. Les ventes sont néanmoins décevantes, car le marché est désormais bien plus concurrentiel, la Caravelle devant composer avec des avions plus récents (Douglas DC-9 et Boeing 727 en tête). La production s'arrête en 1973 après la production de 279 exemplaires.
Après avoir été un avion de ligne emblématique des années 1960, notamment chez Air France et Scandinavian Airlines System, la Caravelle est aussi utilisée pour des vols charters, comme avion cargo, et par plusieurs gouvernements, ainsi que comme avion zéro-g et comme banc d'essai volant. Quelques exemplaires volent en Afrique jusqu'aux années 1990. L'avion est aujourd'hui reconnu comme un programme précurseur pour l'aéronautique civile française et européenne, et considéré comme un « ancêtre » d'avions à réaction fabriqués par Airbus.

## Historique

### Contexte
Au lendemain de la Seconde Guerre mondiale, alors que les premiers avions à réaction ont fait leur preuve dans le domaine militaire pendant le conflit, les premières expérimentations sont menées, surtout au Royaume-Uni, pour adapter ce nouveau mode de propulsion à des avions de transport. Au mois d'août 1946, un Avro Lancastrian devient le premier avion de transport à voler, à titre expérimental, avec des réacteurs : deux de ses quatre V-12 Rolls-Royce Merlin ont été remplacés par des Rolls-Royce Nene. Les constructeurs américains Lockheed, Douglas et Convair pensent qu'un avion de ligne à réaction serait un projet prématuré, et développent de nouveaux modèles dotés de moteurs à pistons (Super Constellation, DC-7, Convair 240). En revanche, en Grande-Bretagne, de Havilland pense qu'il s'agit déjà un projet viable, et développe le Comet, qui est finalisé en 1949 et entre en service en 1952.
Pendant les mêmes années, la France reconstruit son industrie aéronautique. Le gouvernement finance de nombreux projets, militaires pour la plupart. La SCNCASE, issue de la nationalisation de plusieurs constructeurs en 1937, possède des liens étroits avec De Havilland. Elle produit, à partir de 1950, le de Havilland Vampire sous licence dans son usine de Marignane. Ces liens sont importants dans le développement de la Caravelle.

### Conception
Le 12 octobre 1951, une spécification rédigée par le Secrétariat général à l'Aviation civile et commerciale (SGACC), pour un avion moyen-courrier, pouvant relier les principales destinations européennes, est approuvée par le gouvernement français. Il faut un avion capable de transporter 55 à 65 passagers et une tonne de fret sur des lignes de plus de 2 000 km, à la vitesse de 600 km/h pour 7 500 mètres d'altitude, pouvant décoller en moins de 1 800 mètres et avoir une distance d'atterrissage d'au maximum 1 125 mètres, le type et le nombre de moteurs n'étant pas spécifiés. Plusieurs organismes français de construction aéronautique entament des études de conception pour des aéronefs de cette catégorie. Rapidement, la proposition élaborée par le SNCASE s'impose, face aux dossiers avancées par SNCASO, Hurel-Dubois (qui avançait un avion doté d'une aile à grand allongement, sa spécialité), et Breguet, associé à la SNCAN. Dans cette première phase, SNCASE pense utiliser le réacteur Atar que développe la SNECMA pour les projets militaires. Trois Atar sont nécessaires pour propulser l'avion envisagé, montés dans une configuration qui sera plus tard celle du Boeing 727. Cependant, la SNCASE décide d'adopter plutôt un moteur britannique, le Rolls-Royce Avon, bien plus mûr techniquement, et suffisamment puissant pour que deux soient suffisants.

### Essais
L'assemblage final du premier prototype débute à Toulouse en mars 1953, quatre mois avant que le contrat qui autorise la construction des deux prototypes ne soit signé. Le fuselage est terminé en mars 1954 et la voilure assemblée le même mois. Le projet d'Hurel-Dubois HD 45 est abandonné au mois de juin, ce qui laisse la Caravelle comme seule concurrente au concours lancé par le SGACC. L'assemblage de la cellule est terminé en novembre, et les essais de pressurisation ont lieu en décembre.
Le 21 avril 1955, une fois tout l'équipement installé et la peinture réalisée, la Caravelle 01 sort des ateliers et les essais d'ajustement débutent, avant l'arrivée des moteurs, le 27 avril. Le 13 mai, les réacteurs, des Rolls-Royce Avon RA-26 Mk.521, sont mis en marche pour la première fois depuis leur pose et installation, les essais de roulage débutant le 18 mai. Bien qu'initialement prévu pour le 31 mai, le premier vol est annoncé pour le 27 mai, après l'achèvement des essais au sol et des vérifications.

#### Essais en vol
Le 27 mai 1955, la Caravelle effectue son premier vol, décollant à 19 h 15, pilotée par Pierre Nadot, secondé par André Moynet et accompagné de Jean Avril et Roger Béteille, pour un vol de 22 minutes. Pour ce premier essai, l'avion restant à basse vitesse, les volets de bord de fuite ne sont pas sollicités. Le lendemain, lors du deuxième vol, un problème est constaté sur ces volets, qui ne rentrent pas, un problème causé par la flexion de l'aile en vol. Des modifications mineures sont effectuées sur les mécanismes et le problème est résolu pour le 7e vol.
Des essais ont ensuite lieu au centre d'essais en vol de Brétigny-sur-Orge à partir du 16 juin. Après des essais jugés satisfaisants, la Caravelle est autorisée à être présentée lors du Salon du Bourget, sans toutefois avoir le droit de se poser sur l'aéroport. Au mois de septembre, l'appareil passe le cap des cent heures de vol et en novembre, la compagnie Air France annonce son intention de commander douze Caravelle. Le second prototype fait son premier vol, piloté par Léopold Galy, le 6 mai 1956, moins d'un mois après sa sortie des ateliers. Le 23 mai, après des essais de certification effectués à Brétigny-sur-Orge, la Caravelle 01 reçoit un certificat, pour l'utilisation par Air France, sans toutefois transporter de passagers. Jusqu'au 10 novembre 1956, des essais d'endurance ont lieu avec la compagnie, qui se montre satisfaite de la Caravelle.

#### Tournées de promotion
Dès janvier 1956, il est demandé à Georges Héreil de présenter la Caravelle à New York, au printemps 1957. Après l'accord d'un certificat de navigabilité restreint, la Caravelle 02 quitte Orly le 18 avril 1957, pour se poser à Dakar, après avoir fait escale à Casablanca. La traversée de l'Atlantique a lieu deux jours plus tard, et l'appareil se pose à Recife, au Brésil, avant de continuer jusqu'à Buenos Aires, atteint le 25 avril, pour y effectuer des vols de présentation. Le 2 mai, la Caravelle devient le premier biréacteur civil à se poser aux États-Unis, à l'aéroport Idelwild de New York, aujourd'hui nommé aéroport international de New York - John-F.-Kennedy.
Un arrêt a lieu à Culver City, pour permettre à l'avion d'être inspecté par Howard Hughes, qui montre de l'intérêt pour produire la Caravelle sous licence, par la Hughes Aircraft Company. Plusieurs compagnies aériennes sont également intéressées par l'avion, ces compagnies n'ayant recours qu'à des avions à hélices pour des vols moyen-courrier. Le 13 juin, l'appareil se pose à Seattle où sont effectuées des présentations en vol, avant de retourner à New York cinq jours plus tard. Des présentations ont également lieu au Canada, à partir du 20 juin, la Caravelle visitant Montréal et Toronto, avant son convoyage à Gander, sur l'île de Terre-Neuve. Le vol transatlantique de retour a lieu le 25 juin et dure 6 h 20 min, pour une distance de 4 100 km.
Le 28 juin 1957, la Scandinavian Airlines System signe un contrat pour six Caravelle, à la suite d'une présentation ayant eu lieu le jour même. En avril 1958, la Caravelle 02 est louée à Air France et SAS pour une tournée européenne. Le 4 juin, l'appareil sert au transport du président Charles de Gaulle à Alger. À son retour, le président déclare « la rapide, la sûre, la douce Caravelle », phrase qui est utilisée comme slogan par Sud-Aviation.
Le 16 avril 1959, la F-BHRA, baptisée « Alsace », d'Air France, fait un vol plané entre Paris et Dijon afin de démontrer les qualités de finesse de la Caravelle.

#### Certification

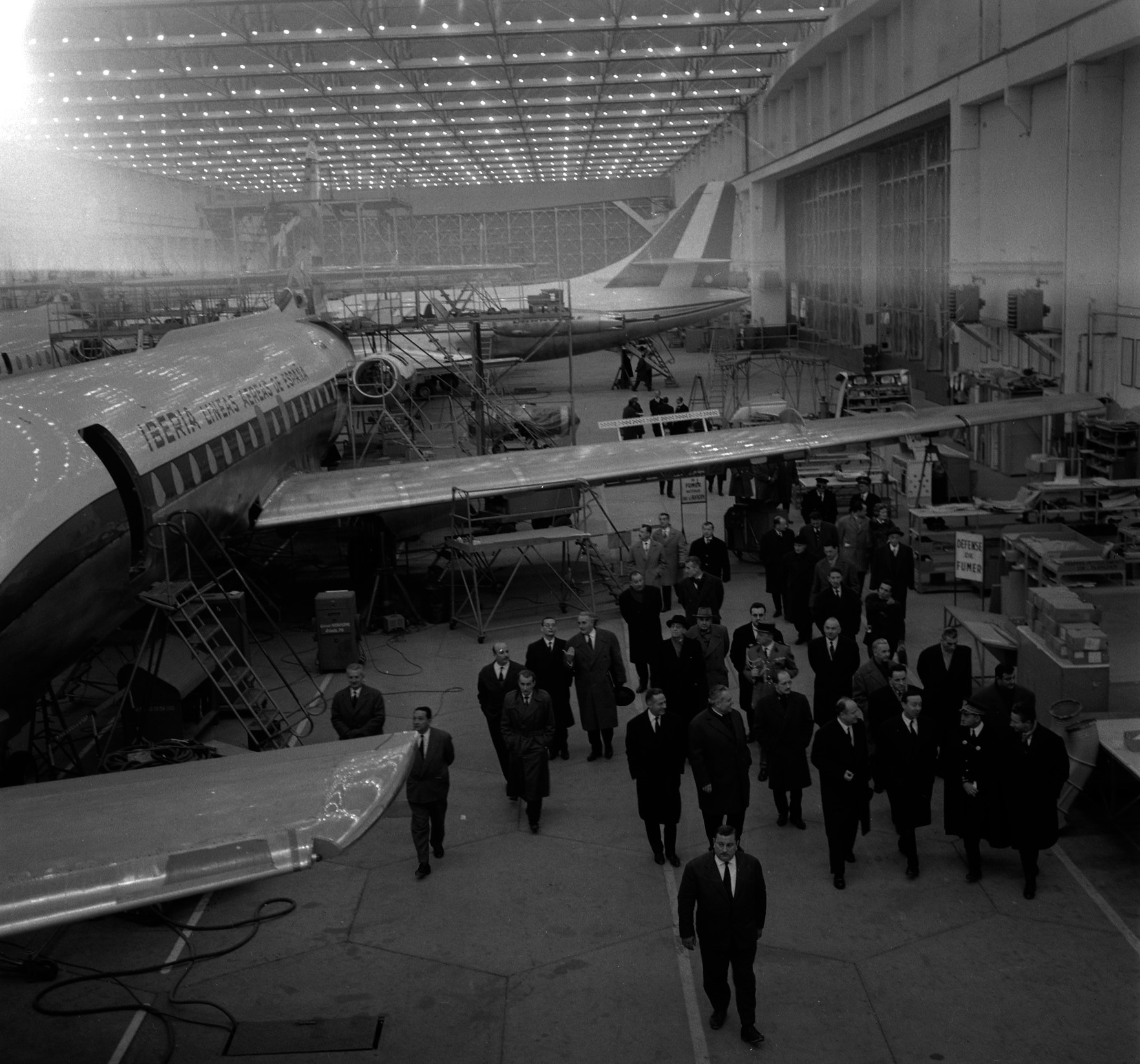
Hall d'assemblage de Caravelle en 1962, lors d'une visite de Michel Debré.

Afin de vérifier la solidité de l'avion et sa résistance à la fatigue, deux autres cellules sont construites, pour des essais au sol menés au Centre d'Essais Aéronautiques de Toulouse. La première, mise en service fin 1957, est utilisée pour les essais statiques jusqu'à ce qu'elle soit détruite, au mois d'octobre 1958. La seconde cellule est utilisée pour des essais de fatigue, semblables à ceux réalisés sur le de Havilland Comet après la série de désintégrations en vol causées par la fatigue du métal. Le bassin construit pour ces essais permet de reproduire un cycle en seulement trois minutes. En décembre 1958, les premiers essais débutent et 10 000 cycles sont atteints trois mois plus tard. Il faut attendre octobre 1960 et l'augmentation des charges de vol pour la rupture d'une aile, après plus de 100 000 cycles.
Le 5 avril 1958, la première Caravelle de production sort des hangars d'assemblage. Par rapport aux prototypes, cet appareil a un fuselage plus long de 50 centimètres et dispose de moteurs plus puissants, des Rolls-Royce Avon RA.29, version améliorée des RA.26. L'appareil, immatriculé F-WHRA et peint aux couleurs d'Air France, effectue son premier vol le 18 mai, avec Pierre Nadot aux commandes.

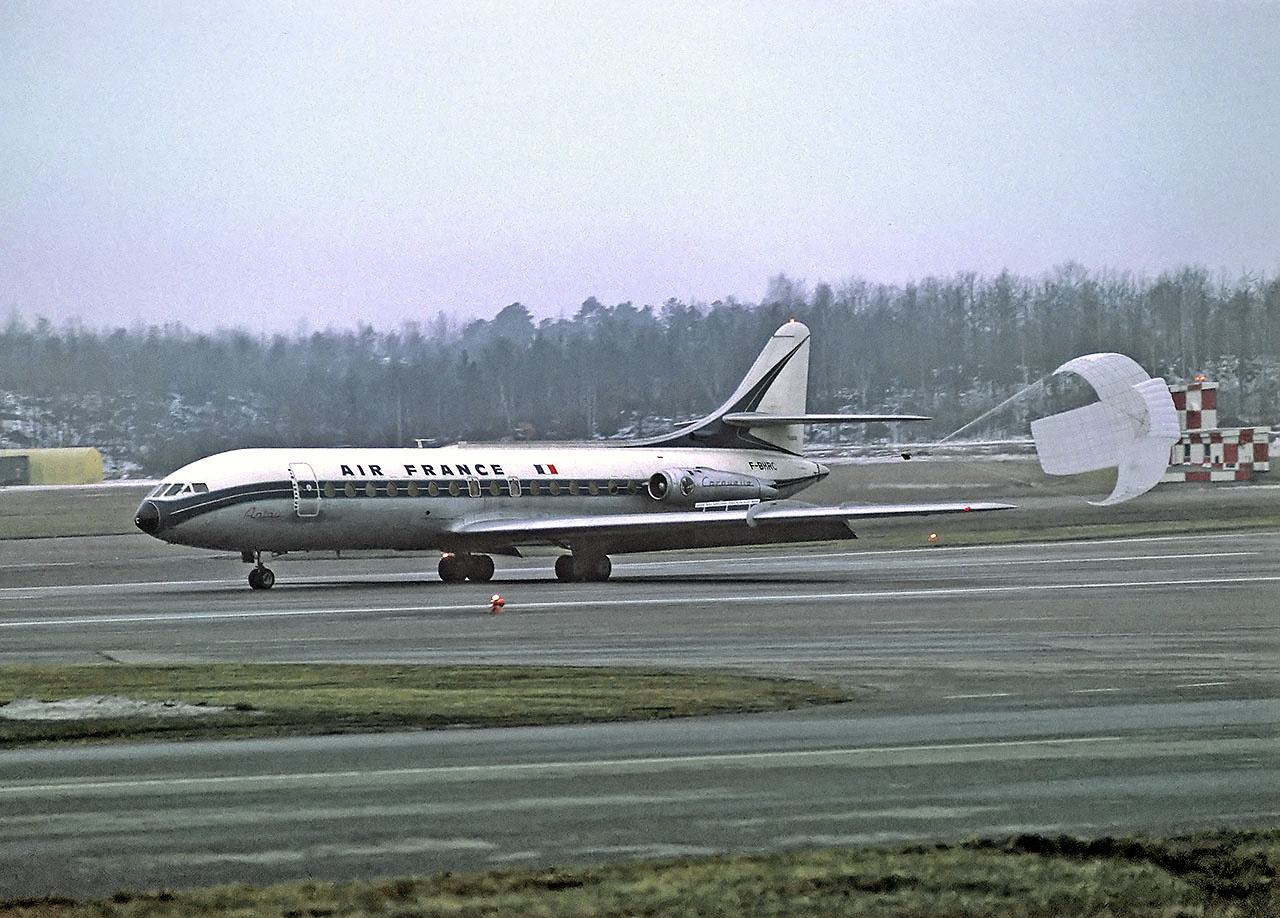
Freinage d'une Caravelle III d'Air France avec son parachute (Stockholm 1971).

Fait inhabituel pour un appareil de ligne civil, la première version de la Caravelle est équipée d'un parachute de queue pour assurer un freinage puissant à l'atterrissage sur des pistes courtes. En utilisant le parachute, et malgré l'absence d'inverseurs de poussée, une Caravelle peut se poser en seulement quelque 600 mètres.

### Partenariat américains: General Electric et Douglas Aircraft Company

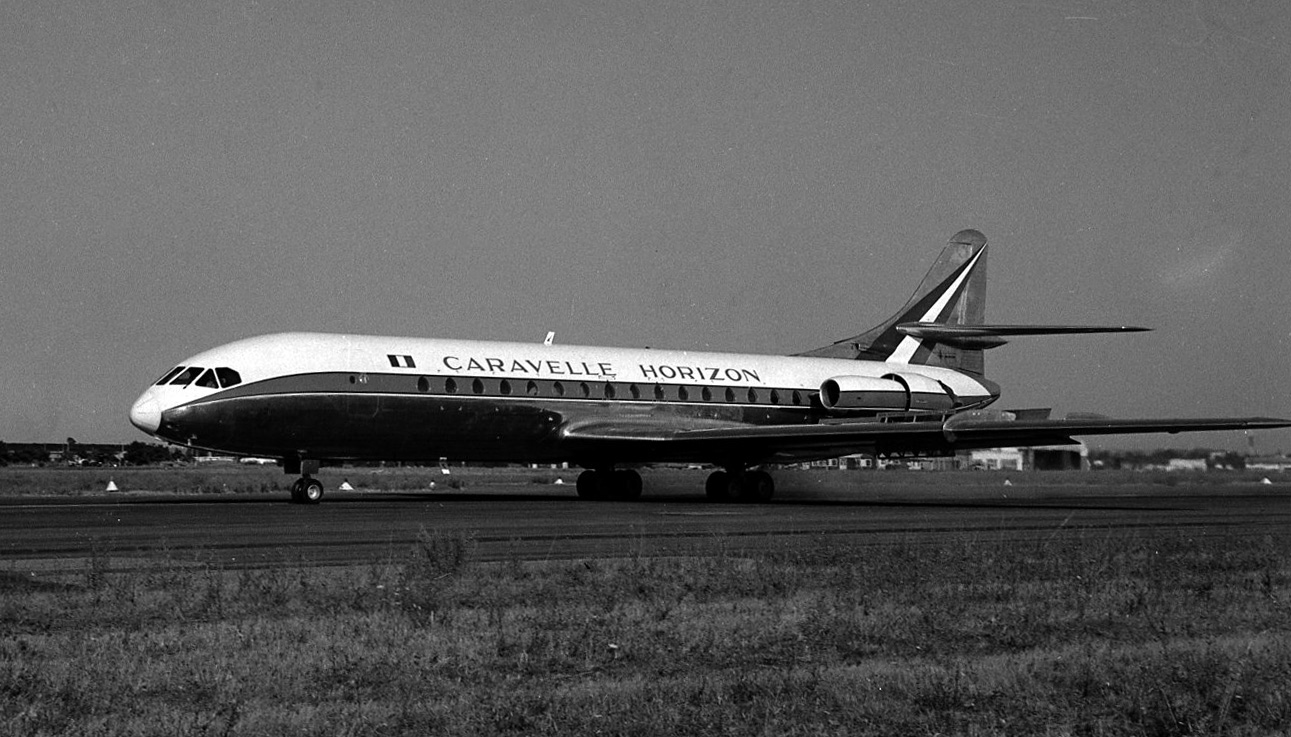
Prototype de Caravelle 10A, dénommée « Caravelle Horizon », le 28 août 1962.

Début 1960, un accord important est signé entre Sud-Aviation et Douglas Aircraft Company. Selon les termes de l'accord, Douglas assurera la commercialisation et la maintenance de l'avion en Amérique du Nord comme du Sud, en Grande-Bretagne, en Asie, en Océanie et dans une grande partie de l'Afrique, tandis que Sud-Aviation continue à traiter directement avec les clients en Europe continentale et en Afrique francophone. En effet, Sud-Aviation rencontre des difficultés à vendre son avion à l'international : hors d'Europe, l'entreprise manque de réseaux commerciaux, d'un réseau de maintenance, et ne dispose que d'une poignée d'employés parlant anglais. Par cet accord, elle espère profiter du réseau bien plus développé de Douglas. Douglas, de son côté, y voit l'opportunité de proposer à ses clients un avion court-courrier, complémentaire de son long-courrier DC-8. L'accord prévoit aussi que la Caravelle soit produite sous licence dans une usine de Douglas au cas où la demande dépasse la capacité de l'usine toulousaine. La Caravelle immatriculée F-WJAM et baptisée Santa Maria, est livrée le 18 juillet 1960, et sa réception a lieu à l'aéroport de New York-Idlewild en présence, notamment, de Donald Douglas. Durant un mois, une tournée de promotion a lieu à travers les États-Unis, opérée par Douglas, avant que la Caravelle ne soit livrée à General Electric, au mois de septembre. GE, en accord avec les avionneurs, immobilise l'avion (réimmatriculé N420GE aux États-Unis) pendant deux mois, pour le remotoriser avec ses turboréacteurs à double flux CJ805. Un groupe auxiliaire de puissance est ajouté. Cette version, désignée Caravelle VII et supposée séduire le marché américain, vole le 29 décembre 1960, à la base aérienne d'Edwards, et le programme d'essais en vol dure cinq mois, avant que l'avion ne retourne en France, pour une présentation au Salon du Bourget,.
Dès le mois de janvier 1961, juste après le premier vol de la type VII, une version améliorée est annoncée, équipée des mêmes réacteurs mais d'un fuselage allongé. Elle est désignée Caravelle 10A, et son prototype vole pour la première fois le 31 août 1962. Plusieurs compagnies américaines montrent de l'intérêt pour ces versions, motorisées avec des General Electric, dont notamment American Airlines et Continental Airlines. Toutefois, aucune commande n'est passée pour ces versions. Fin 1961, l'accord entre Sud-Aviation et Douglas expire, ce qui conduit le constructeur américain à développer le Douglas DC-9, reprenant de nombreuses caractéristiques de la Caravelle. Le prototype de la Caravelle 10A est finalement retiré en 1964, après des essais effectués au centre d'essais en vol. Quant à F-BJAO, l'unique caravelle VII, elle est ramenée à sa configuration initiale et remise en service chez Air France. Elle est plus tard vendue à la Centrafrique,,.

### Super Caravelle

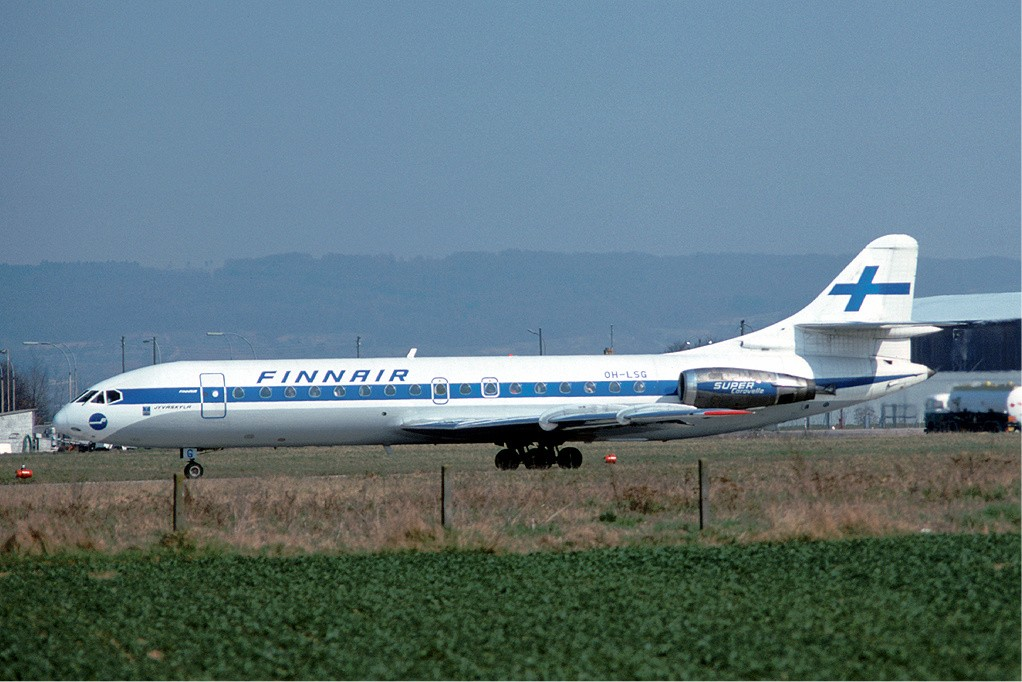
La toute première Super Caravelle, sous les couleurs de Finnair en 1976.

Après l'échec du programme de Caravelle à moteurs General Electric, Sud-Aviation souhaite développer une version améliorée de la Caravelle, basée sur la cellule de la 10A, mais équipée de Pratt & Whitney JT8D, un peu moins puissants, mais moins gourmands en kérosène. Cette variante est étudiée sous la désignation Horizon B, ou tout simplement Caravelle 10B.
À l'aube des années 1960, Sud-Aviation et Dassault étudient un appareil supersonique quadriréacteur nommé Super-Caravelle. Les Britanniques étudient de leur côté le Bristol 223. Fin 1962, un accord est conclu pour développer en commun un avion supersonique qui, sur proposition de Charles de Gaulle en 1963, est appelé Concorde. Le nom de Super-Caravelle est alors réutilisé pour la version améliorée du SE 210.
La Super-Caravelle « 10B3 » effectue son premier vol le 3 mars 1964, soit 18 mois après le type 10A. La Caravelle 10B3 ne rencontre toutefois pas le même succès que les Caravelle à moteurs Rolls-Royce Avon, seuls 22 exemplaires étant construits. En effet, si la première génération de Caravelle n'a pas de concurrents directs, étant le premier avion court-courrier à réaction, la Super-Caravelle fait elle face à une concurrence assez nombreuse : le Hawker Siddeley Trident, le BAC 1-11, le Douglas DC-9, les Boeing 727 et 737, le Fokker F28 sont tous présents sur ce segment de marché.

## Caractéristiques

### Motorisation

#### Installation
L'installation des moteurs à l'arrière du fuselage, décidée par Pierre Satre, concepteur principal de la Caravelle, est une caractéristique de l'avion qui fait date dans la conception aéronautique. Son avantage principal est la réduction du bruit dans la cabine. Le bruit de jet (créé par l'éjection des gaz chauds en sortie des moteurs et leur mélange à l'air ambiant), qui est extrêmement élevé avec les moteurs à simple flux des années 1950, atteint beaucoup moins la cabine que si les moteurs étaient placés sous les ailes, car il doit se propager contre le vent relatif. En revanche, le bruit dû aux vibrations des moteurs transmises à la cellule est augmenté. Outre l'avantage en termes de bruit, cette position réduit aussi drastiquement le risque de voir un moteur avaler un objet étranger au décollage ou à l'atterrissage, une qualité précieuse si l'avion doit utiliser des pistes mal entretenues. Elle permet aussi de diminuer la hauteur du train d'atterrissage de l'avion, les moteurs n'étant pas sous les ailes. Il y a aussi des avantages aérodynamiques (le flux d'air autour de la voilure n'est pas perturbé par les pylônes moteur) et de sécurité (le risque en cas d'explosion d'un moteur est réduit, car les réservoirs de carburants, placés dans les ailes, ne sont pas à proximité). Cependant, cette configuration possède aussi des inconvénients. Elle tend à placer le centre de gravité de l'avion très à l'arrière, et le flux d'air alimentant les moteurs peut être perturbé par l'ombre aérodynamique du fuselage lors d'un décollage par vent latéral, ou de la voilure à très forte incidence,. Cette configuration a été adoptée dans les années 1960 et 1970 sur deux long-courrier (le Vickers VC10 et l'Iliouchine Il-62), sur de nombreux court- et moyen-courrier et sur tous les jets d'affaires. Elle reste prédominante dans les années 2020, pour cette dernière catégorie d'avions.

#### Rolls-Royce Avon

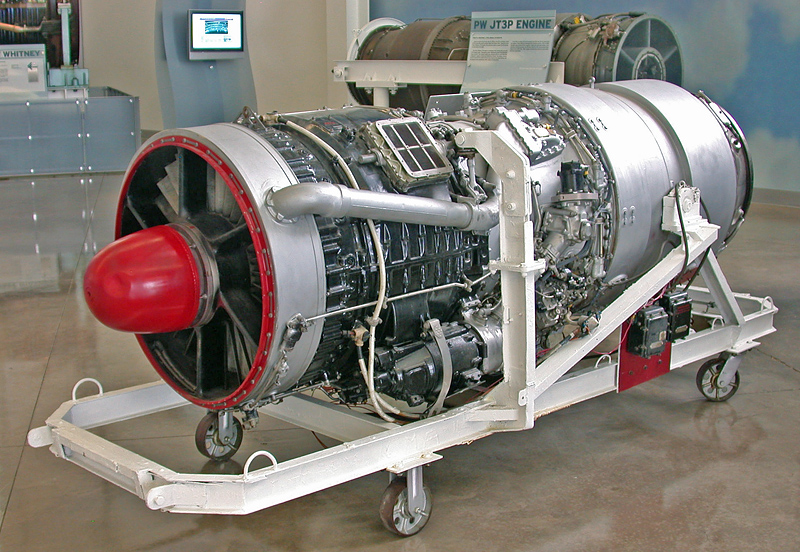
Avon en exposition

Le Avon, développé immédiatement après la seconde guerre mondiale, est le premier réacteur à flux axial de Rolls-Royce. Ses essais commencent en 1947 et il équipe des avions britanniques comme le English Electric Canberra, le de Havilland Sea Vixen, le Hawker Hunter, et le de Havilland Comet, ainsi que le chasseur suédois Saab 32 Lansen. Ce réacteur est monocorps, c'est-à-dire qu'il possède un seul arbre, par lequel les deux étages de la turbine entraînent les quinze étages du compresseur. C'est le moteur de toutes les Caravelle de série de la première génération. La poussée est légèrement accrue d'une version à l'autre, passant de 46,75 kN sur la Caravelle I à 56 kN sur la VI-R. Fiable pour l'époque et léger, le Avon devient cependant obsolète, comme tous les réacteurs à simple flux, lorsque des turbofans civils font leur apparition au tout début des années 1960, avec un bruit et une consommation bien moindres.

#### General Electric CJ-805

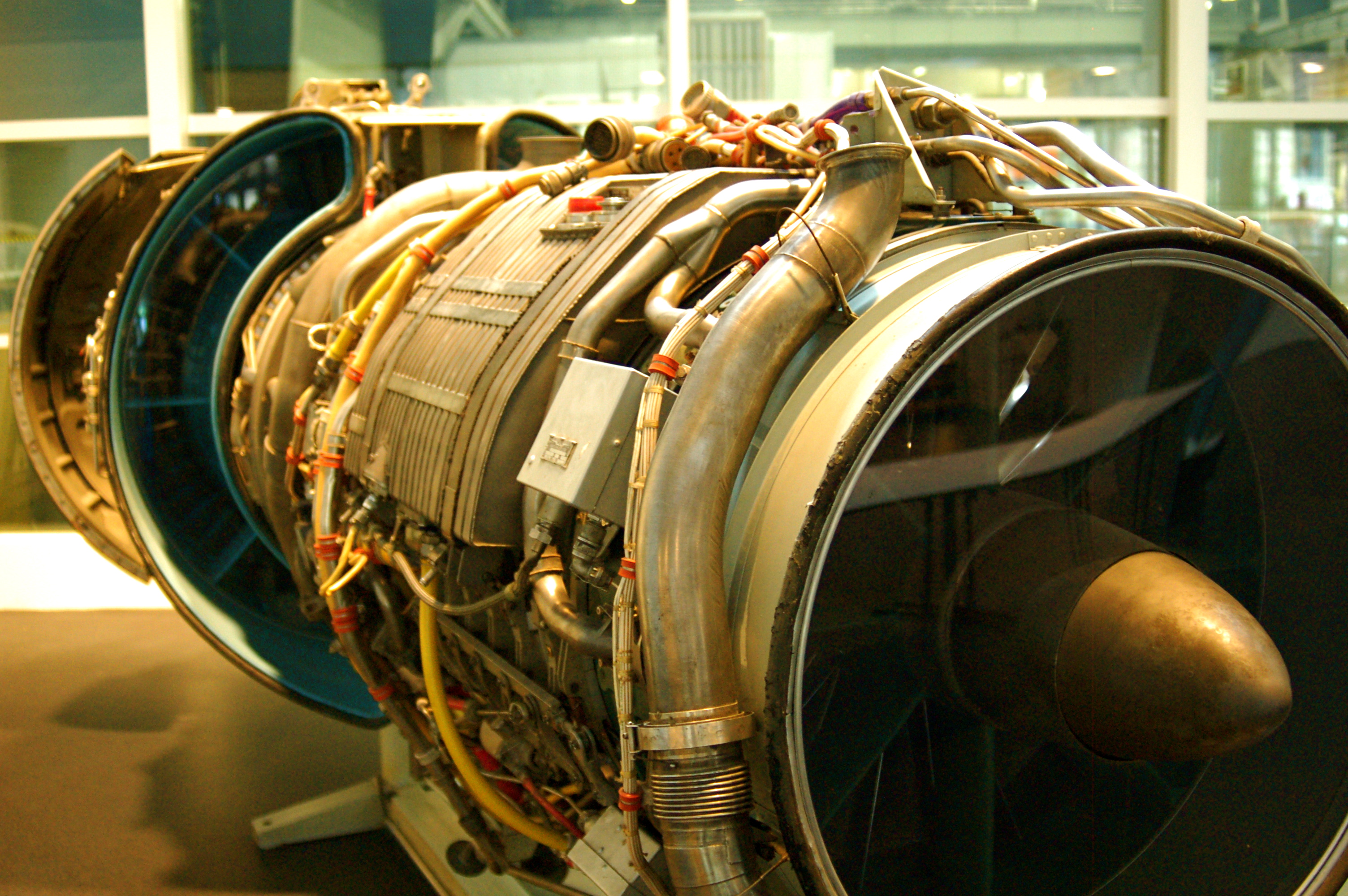
CJ-805-23.

C'est le moteur la version 10A proposée, sans succès, en accord avec Douglas. Il est aussi utilisé sur le Convair 990. Pour concevoir ce moteur à double flux, General Electric est parti de son J79, un moteur comparable au Avon qui équipe notamment le chasseur McDonnell Douglas F-4 Phantom II, et lui a ajouté une turbine et une soufflante à l'arrière. La turbine est mécaniquement indépendante de l'arbre principal du moteur, et elle se prolonge en une soufflante qui vient accélérer un flux d'air froid qui avait contourné le cœur du moteur. Cette configuration inhabituelle (que General Electric a aussi utilisé sur le petit CF700 contemporain, destiné aux avions d'affaires) permet de concevoir un réacteur à double flux à partir d'un simple flux sans modifier le cœur du réacteur.

#### Pratt & Whitney JT8D

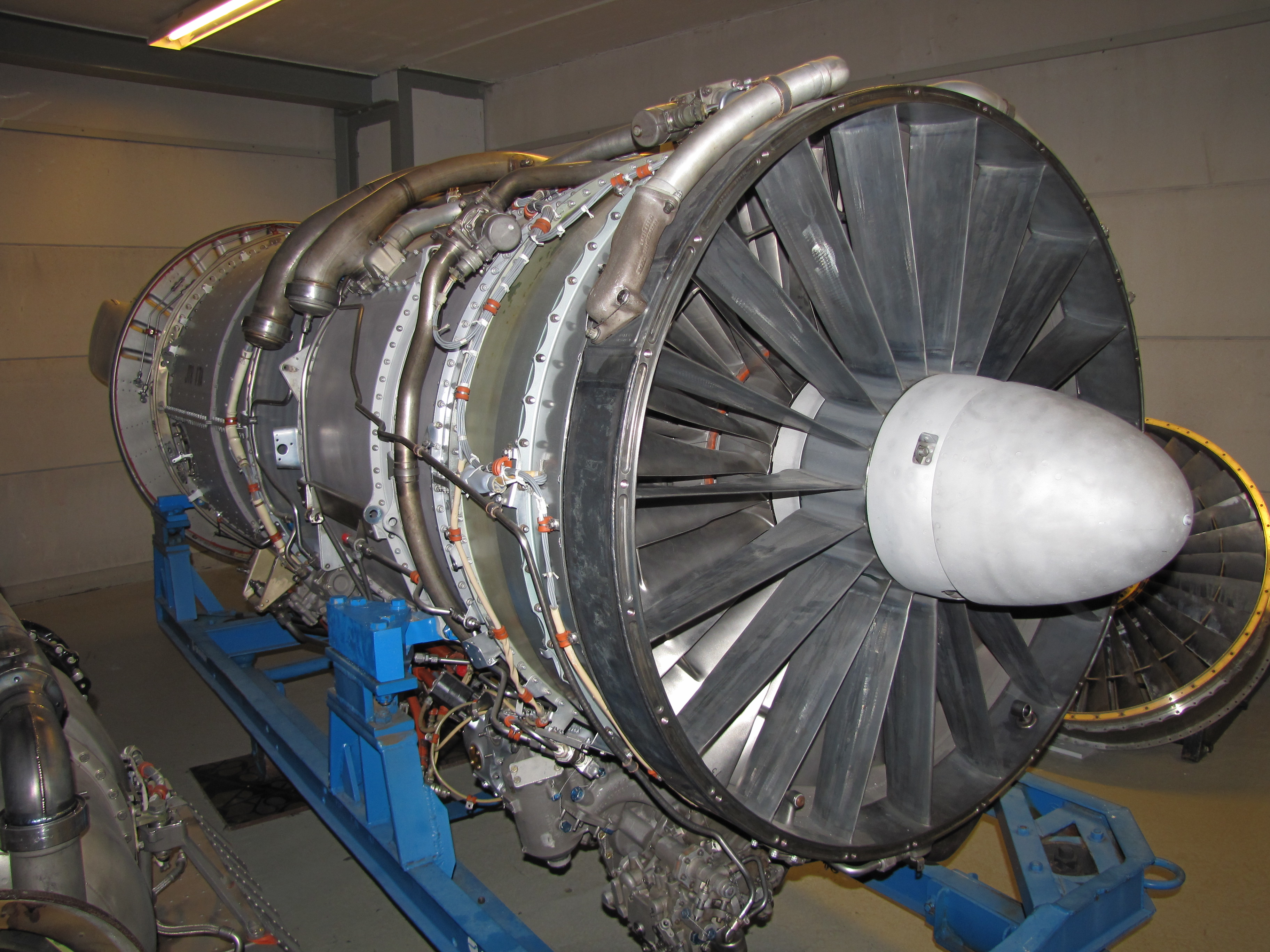
Pratt & Whitney JT8D exposé.

Le JT8D de Pratt & Whitney, réacteur de la deuxième génération de la Caravelle, a lui aussi une origine militaire, car il est issu du J52, construit pour des appareils de l'aéronavale américaine (A-4, A-6) et le missile de croisière AGM-28. Le JT8D est un double flux basé sur le J52, avec des modifications similaires à celles apportées sur son « grand frère », le JT3D. Le JT8D apporte, comparativement au Avon, une réserve de puissance supplémentaire qui améliore les performances en montée, une réduction sensible du bruit, et une baisse de consommation de l'ordre de 20 % — par rapport aux 2 400 kg à l'heure de vol sur une Caravelle III.
Dans les années 1960, le JT8 s'impose dans l'aviation civile : il équipe les Douglas DC-9, Boeing 727 et Boeing 737. Il trouve aussi quelques applications militaires.

### Fuselage
Le fuselage est construit entièrement en alliage d'aluminium de la famille duralumin, fourni par la société métallurgique Cégédur, dont les actifs, après plusieurs restructurations, font aujourd'hui partie de Constellium. Le diamètre de la partie cylindrique du fuselage mesure 320 cm, soit 8 cm de plus que sur le Comet. Le nez de l'avion est identique à celui du Comet 1, ainsi que la disposition intérieure du cockpit : les relations entre la SNCASE et De Havilland ont permis l'achat d'une licence. Sur les premiers prototypes de la Caravelle, le nez provient directement de chez de Havilland.

#### Cabine

Aménagement de cabine et service en première classe, SAS.

La largeur du fuselage permet d'asseoir, en classe économique, cinq passagers par rangées, dans une configuration dite « 3 + 2 » (trois sièges d'un côté du couloir, deux de l'autre). Les Caravelle de première génération offrent 97 sièges lorsqu'elles sont entièrement aménagées en classe économique, comme pour les vols charter. De nombreuses compagnies choisissent d'aménager une partie de la cabine en première classe. La première classe, située à l'avant car il s'agit de la partie la plus silencieuse de l'appareil, ne comporte que quatre sièges par rangée (« 2 + 2 »). Souvent, des sièges sont disposés face à face, pour former de petits « salons » de quatre sièges, plus confortables mais qui réduisent la capacité de l'avion. Quelques compagnies, comme Varig, aménagent même des Caravelle entièrement en « 2 + 2 », avec une capacité réduite. Des emplacements pour les bagages de cabine sont disponibles au-dessus des sièges.

#### Soutes
Les deux soutes à bagages sont situées sous le plancher de la cabine, en avant et en arrière du caisson central de voilure. Leur chargement est manuel. Cette caractéristique devient un handicap certain pour l'avion une fois que le chargement des bagages en conteneurs spécialisés, bien plus rapide, devient la norme.

#### Ouvertures

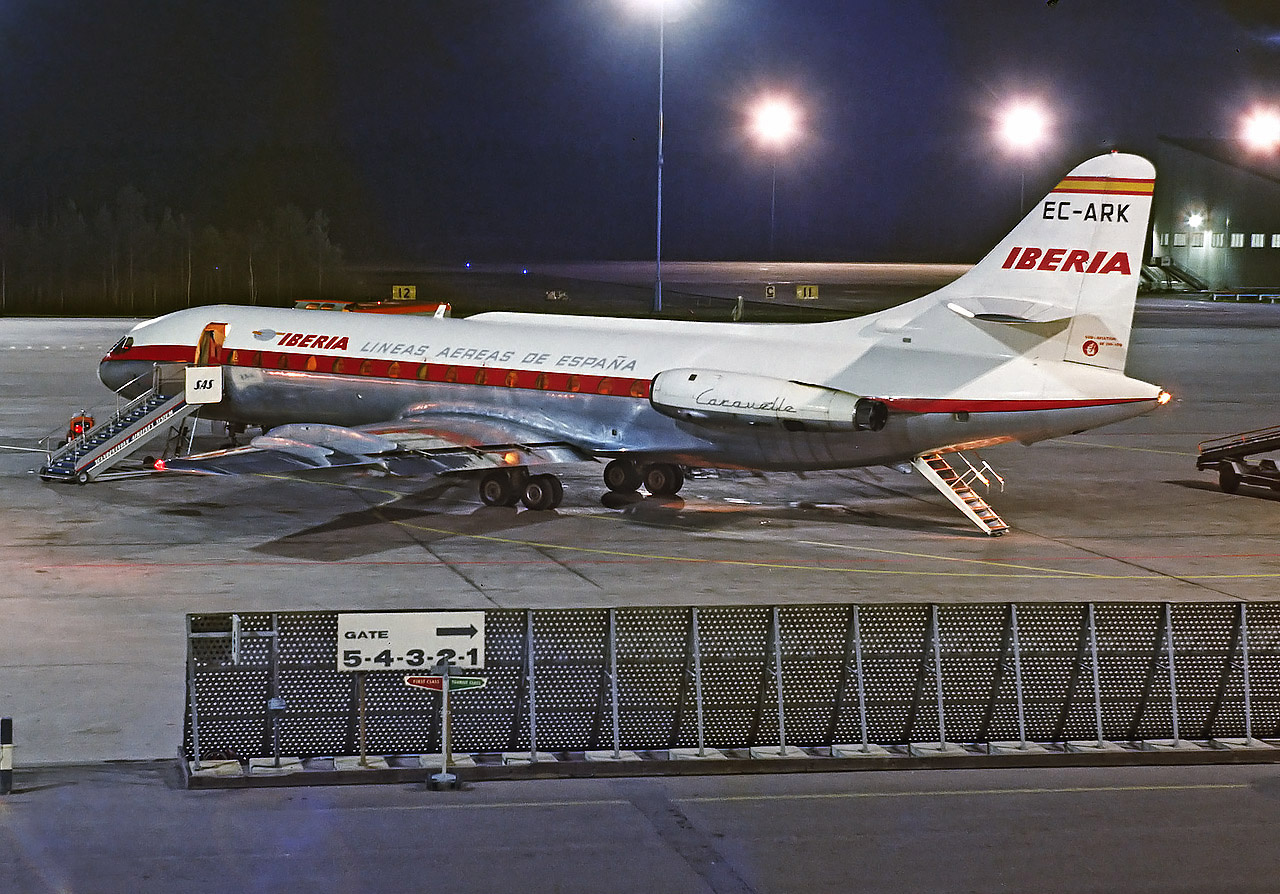
Caravelle accessible à la fois par la rampe d'accès arrière et une passerelle.

La Caravelle est dotée d'une rampe d'accès arrière, qui est le principal accès pour les passagers. Cette caractéristique est relativement rare sur les avions de ligne ; on peut citer, partageant cette particularité, le BAC 1-11, et le Yakovlev Yak-40. La rampe d'accès à la Caravelle permet d'embarquer et débarquer ses passagers sans nécessiter de passerelle. La Caravelle doit pouvoir desservir des aéroports secondaires, encore maigrement équipés à l'époque, cette rampe est donc un atout.
Il y a en outre deux portes à l'avant du fuselage. Celle de droite n'est destinée qu'aux urgences, quand celle de gauche est utilisée pour l'embarquement si une passerelle est disponible. Les hublots ont une forme de triangle arrondi, très inhabituelle (on la retrouve cependant sur un avion d'affaires de la même époque, le North American Sabreliner). Cette forme permet de maximiser la visibilité vers le bas tout en limitant la surface des hublots. La conception des hublots fait l'objet d'un soin particulier, du fait des accidents du Comet, dus à la fatigue des matériaux aux angles des hublots. Il y a deux écoutilles de sauvetage de chaque côté, permettant d'accéder aux ailes pour les évacuations d'urgence.

### Train d'atterrissage

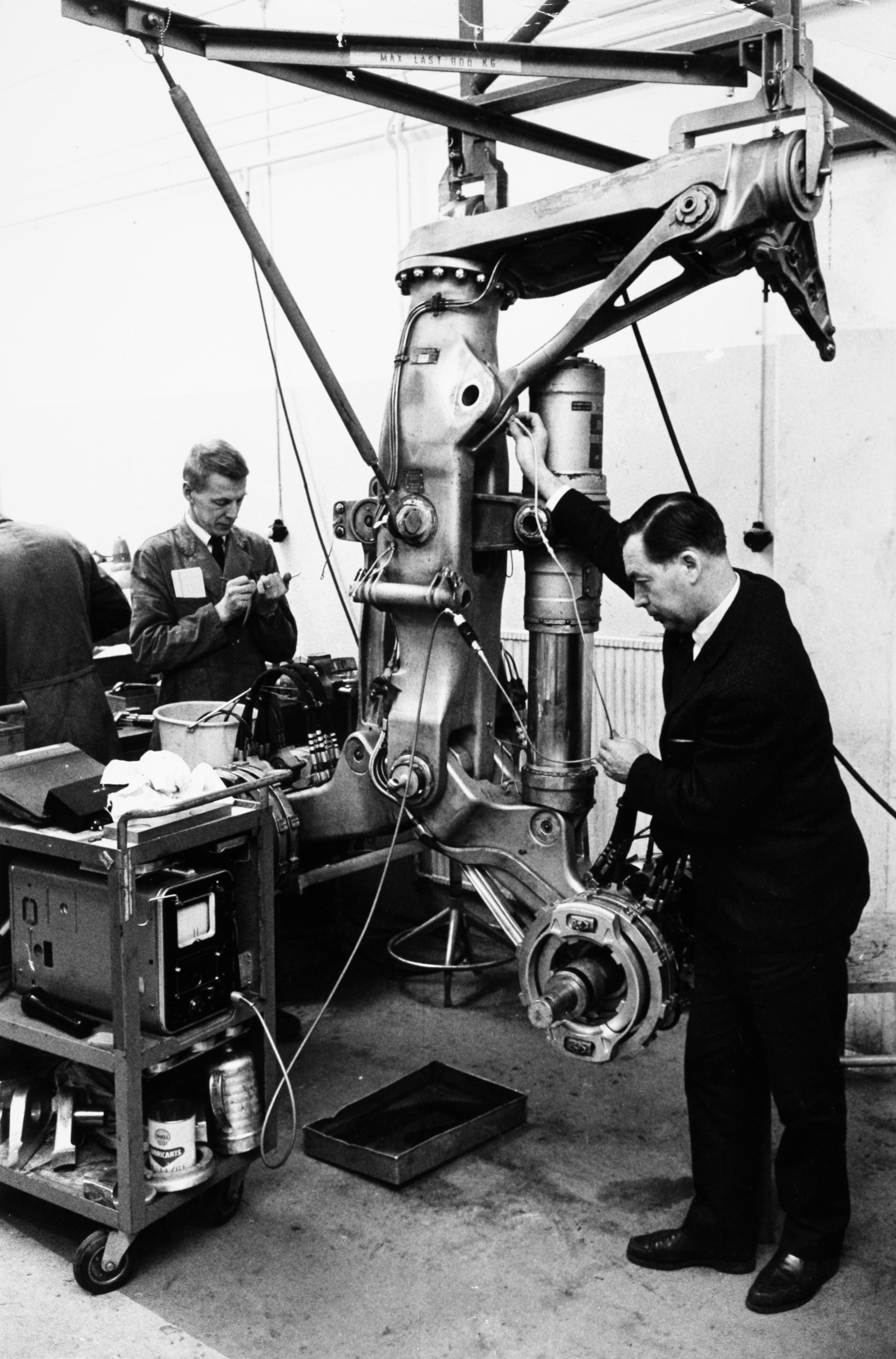
Maintenance d'une jambe du train principal de la Caravelle.

Le train d'atterrissage, produit par Hispano-Suiza, s'inspire énormément de celui du Comet. Il a une configuration encore nouvelle à l'époque, mais devenue classique depuis. Les deux jambes principales prennent appui sur la structure des ailes, et se replient dans des emplacement sous le fuselage. Chaque jambe porte quatre roues, arrangées en deux diabolos, sur un chariot articulé. Les freins à disques utilisent des disques en cuivre, la licence de cette technologie est acquise par Hispano-Suiza auprès de Dunlop. La sortie et la rentrée des trains, ainsi que le freinage et l'orientation du train avant pour les manœuvres, sont hydrauliques.

### Voilure

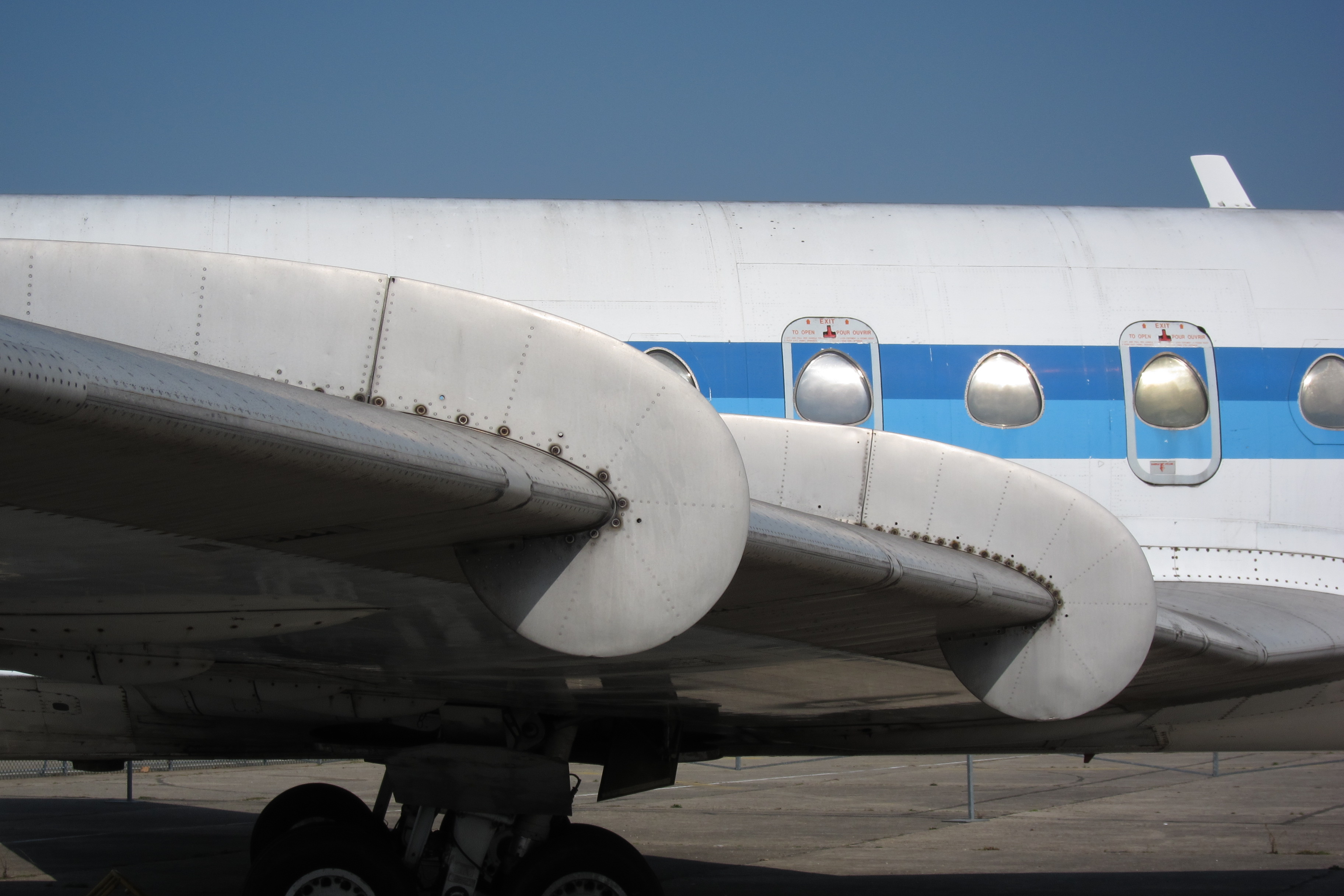
Les cloisons anti-décrochages.

La voilure de la Caravelle présente une conception générale qui serait aujourd'hui qualifiée de classique, et qui n'a connu que des changements de détails d'une version à l'autre. L'angle de flèche est de 25°, mesuré à 25 % des cordes (c'est-à-dire à 25 % de la distance entre bord d'attaque et bord de fuite). La voilure présente en outre un léger dièdre positif de 3°. L'allongement est légèrement supérieur à 8, une valeur importante pour l'époque. Les deux cloisons verticales visibles sur chaque aile sont des cloisons anti-décrochage, qui visent à limiter l'écoulement d'air vers l'extrémité des ailes, c'est un dispositif aérodynamique que l'on retrouve sur d'autres avions de cette époque, notamment des chasseurs soviétiques. La voilure est construite autour de trois longerons en alliage d'aluminium, qui assurent la rigidité dans le sens de la longueur.

#### Mécanisation
La mécanisation sur les ailes est assez simple. Chaque aile possède deux ailerons, des volets, des destructeurs de portance et des aérofreins. Ces derniers sont organisés par paire, sur l'intrados et l'extrados de l'aile, et leur dimensionnement est calculé de façon à exercer un freinage symétrique verticalement, ainsi, l'emploi des aérofreins ne crée aucun effet en tangage. Il n'y a pas de bec basculant de bord d'attaque.

#### Réservoirs de carburants
Les réservoirs sont logés dans l'espace compris entre les longerons de la voilure. Ils sont structurels, c'est-à-dire que leur cloison n'est autre que la couverture extérieure de l'aile. Là encore, c'est une caractéristique devenue évidente depuis, mais qui ne l'est pas dans les années 1950. D'autres avions de l'époque, comme le Bristol Britannia ou le Tupolev Tu-104, possèdent encore des réservoirs de type « vessie », en caoutchouc. Chaque aile contient un réservoir principal de 7 800 litres et un réservoir auxiliaire, dans la partie extrême, de 1 200 litres, la capacité totale est donc de 18 000 litres,.

#### La finesse
La Caravelle est dotée d'une finesse maximale de plus de 22, ce qui permet, avant même la mise en service commerciale, d'effectuer un vol plané entre Paris et Dijon. Le 16 avril 1959, la Caravelle immatriculée F-BHRA décolle d'Orly à 13 h 42, avec un moteur tournant au ralenti. La puissance est remise juste après le décollage et l'appareil monte pour arriver à 13 200 m d'altitude à la verticale de Paris, à la vitesse de 665 km/h. Les moteurs sont mis au ralenti et la Caravelle plane jusqu'à Dijon qu'elle atteint à 15 h 32, soit après 46 minutes de vol plané, à une altitude de 1 600 m. Les moteurs sont remis en marche pour l'approche et jusqu'à l'atterrissage sur l'aéroport de Dijon. Peu de temps après, le 11 octobre 1959, le commandant de bord Lili Lucas de Souza Pinto et son équipage pour la compagnie aérienne brésilienne Varig repoussèrent le record d'Air France lors d'un vol plané dans les mêmes conditions entre Passo Fundo et Ossario, distants de près de 327 km.

### Les premières
La Caravelle dispose de nombreuses caractéristiques, uniques à l'époque, qui deviennent communes à un grand nombre d'aéronefs plusieurs années plus tard. La Caravelle est le tout premier avion de ligne à être suffisamment automatisé pour pouvoir décoller et atterrir aux instruments (sans visibilité). Le 9 janvier 1969, le premier atterrissage « Phase III » sans visibilité est réalisé à Orly par une Caravelle de la compagnie Air Inter avec cinquante-six passagers à bord grâce au système d'atterrissage automatique Sud-Lear permettant de se poser avec vingt mètres de plafond et deux cents mètres de visibilité horizontale. L'équipage est composé du commandant de bord Paul Larribière, du copilote Jordan, de l'officier mécanicien navigant Leudière et des hôtesses de l'air Mlles Desplats et Margerit. Cet atterrissage avec passagers est « une première mondiale » comme le souligne l'amiral Hébrard, car aucune compagnie au monde n'a encore été autorisée à se poser dans de telles conditions de visibilité.

### Systèmes électriques et hydrauliques
Chacun des moteurs alimente un alternateur, par le biais d'un entraînement à vitesse constante, dispositif qui permet de produire de l'électricité à la même fréquence (400 Hz) indépendamment du régime moteur. Cette génératrice électrique produit 18 kVA, elle est fournie par Auxilec, une filiale du groupe Thomson-CSF (devenu Thales depuis). Sur la Caravelle VII puis la Super-Caravelle, un groupe auxiliaire de puissance est présent, à la pointe arrière de l'appareil, alimentant une autre génératrice. Cela rend l'appareil apte à démarrer de façon autonome, sans avoir besoin d'une alimentation au sol.
Il y a plusieurs réseaux hydrauliques désignés par un code couleur, une organisation inspirée de celle en vigueur sur le Comet et reprise ensuite sur le Concorde puis par Airbus. Les deux réseaux principaux sont désignés « vert » et « bleu », les réseaux d'urgence sont le « jaune » et le « rouge ». Toutes les commandes sont hydrauliques, assistées, et activées de manière redondante. Là encore, c'est une caractéristique très moderne, qui n'a rien d'évidente en 1955,.

### Liste des versions
Les différentes versions de la Caravelle diffèrent essentiellement par leur motorisation, la longueur du fuselage et la capacité d'emport.

#### Prototypes

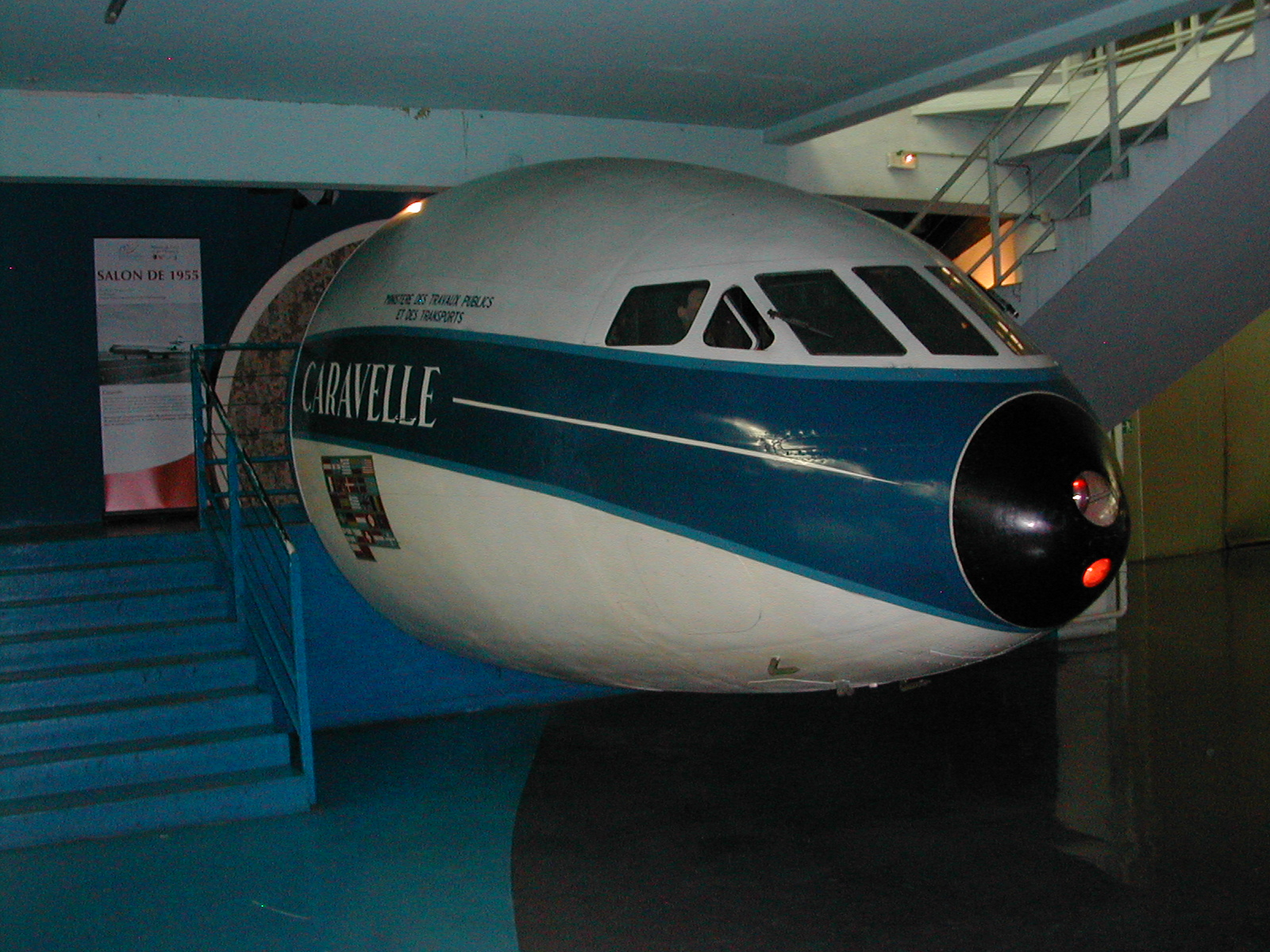
Le cockpit des deux prototypes vient directement du Comet. Ici celui de la 02 au musée de l'Air et de l'Espace.

Les deux prototypes sont plus courts de 50 centimètres que les versions de production et disposent d'un nez issu du de Havilland Comet. La masse maximale au décollage est portée à 41 tonnes et ces deux appareils sont propulsés par des Rolls-Royce Avon RA.26 Mk.521. La Caravelle 01 dispose d'une porte cargo à l'avant, la même que celle présente sur les 11R.

#### Caravelle I/IA
La première version de production de la Caravelle effectue son premier vol le 18 mai 1958. Le prototype est le no 1 (F-WHRA). La masse maximale au décollage, sur ces versions, est de 43,5 tonnes. Les moteurs sont des RA.29 Mk.522 ou 526 pour la version I et des 522A ou 526A pour la version IA. Au total, la Caravelle I est produite en vingt exemplaires et six IA sont construites. Au début des années 1960, tous les appareils de type I/IA sauf un, détruit accidentellement, sont convertis en type III.

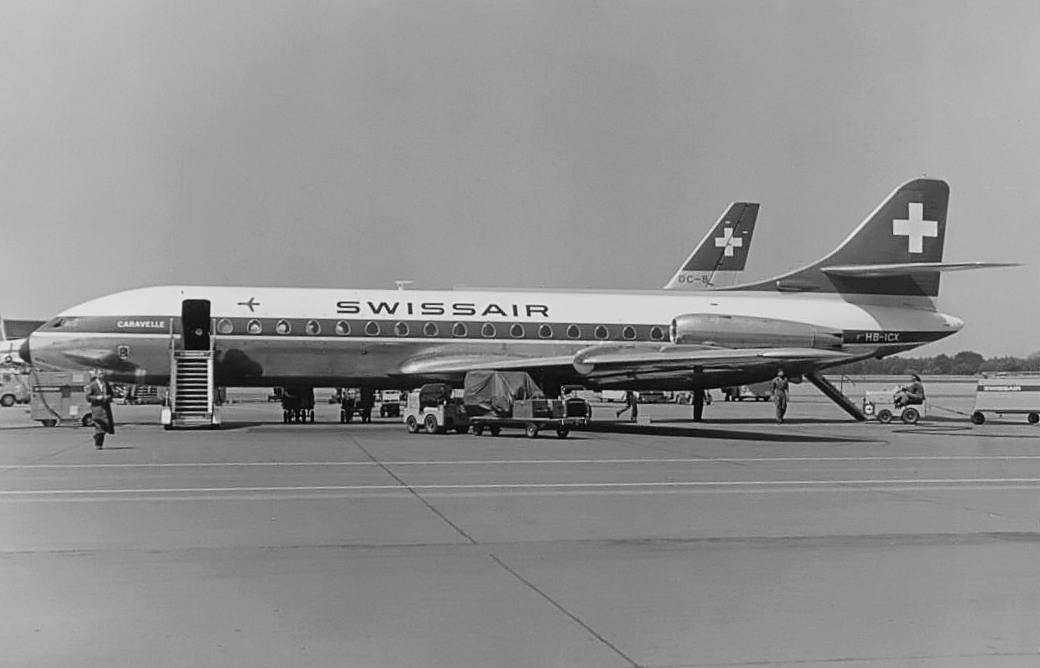
Une Caravelle III de Swissair en juillet 1961.

#### Caravelle III
Le prototype de cette version améliorée effectue son premier vol le 30 décembre 1959. Par rapport au type I/IA, la masse au décollage est augmentée et passe à 48 tonnes. Les moteurs sont des RA.29 Mk.527 ou 527B, plus puissants par rapport aux Mk.522 et 526. Quatre-vingt-cinq exemplaires de la Caravelle III sont construits. Cinq appareils type III, dont le prototype sont convertis en type VI-N.

#### Caravelle VI-N
La première Caravelle VI-N, qui est le prototype de la type III reconverti, décolle le 10 septembre 1960. Les réacteurs, des RA.29 Mk.531 et 531B sont plus puissants que ceux précédemment utilisés. De même, la masse au décollage est portée à 50 tonnes. Cinquante-deux types VI-N sont construits et cinq types III sont convertis en VI-N. Tous les exemplaires de ce type sont destinés à l'exportation.

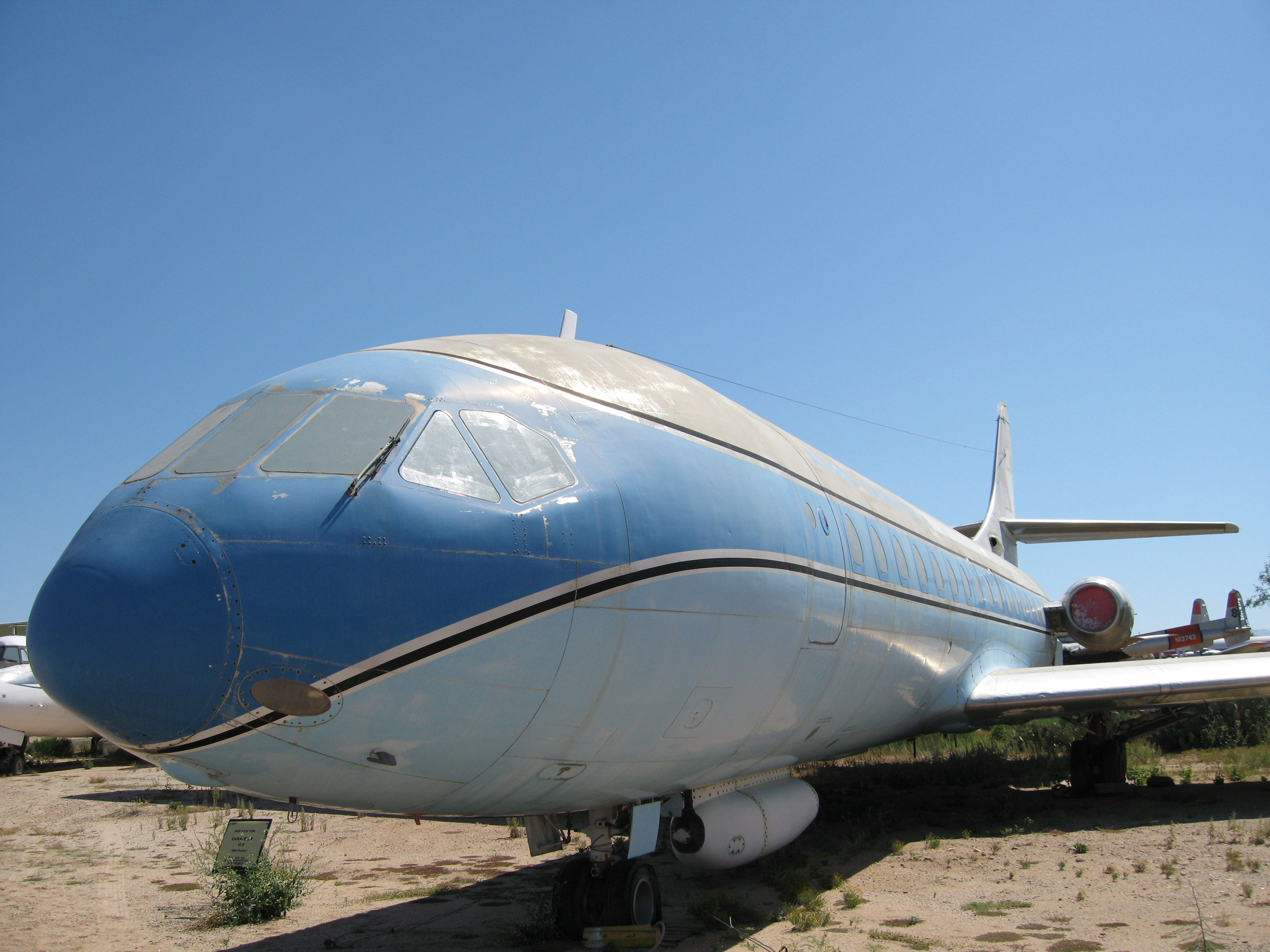
La VI-R présente des vitres de cockpit agrandies par rapport aux versions précédentes.

#### Caravelle VI-R
La Caravelle no 62 sert de prototype pour la VI-R et effectue son premier vol le 6 février 1961. Les moteurs sont des RA-29 Mk.532R et 533R et sont équipés d'inverseurs de poussée, permettant la suppression du parachute frein. La masse au décollage de la VI-R est de 51 tonnes. Sur cette version, et sur les autres qui suivent le cockpit dispose de vitres plus grandes, offrant une meilleure visibilité. Cinquante-six types VI-R sont construits.

#### Caravelle VII
Le type VII est une Caravelle III (la no 42) rachetée par General Electric et remotorisée avec des GE.CJ805. Pour ses vols aux États-Unis, l'appareil est baptisé Santa Maria. Il n'y a qu'un seul appareil. À l'origine, la no 63 doit être une type VII mais est finalement le prototype de la 10A.

#### Caravelle 10A
Le prototype de la 10A vole pour la première fois le 31 août 1962. Par rapport aux versions précédentes, le fuselage est allongé d'un mètre, et les moteurs sont des General Electric GE.CJ805-23C, le motoriste ayant pris l'initiative du projet. Cette version dispose également d'un groupe auxiliaire de puissance, situé à l'arrière du fuselage, qui est repris sur les versions suivantes excepté la 10R. Toutefois, la type 10A n'a jamais été produite et le prototype a été ferraillé,.

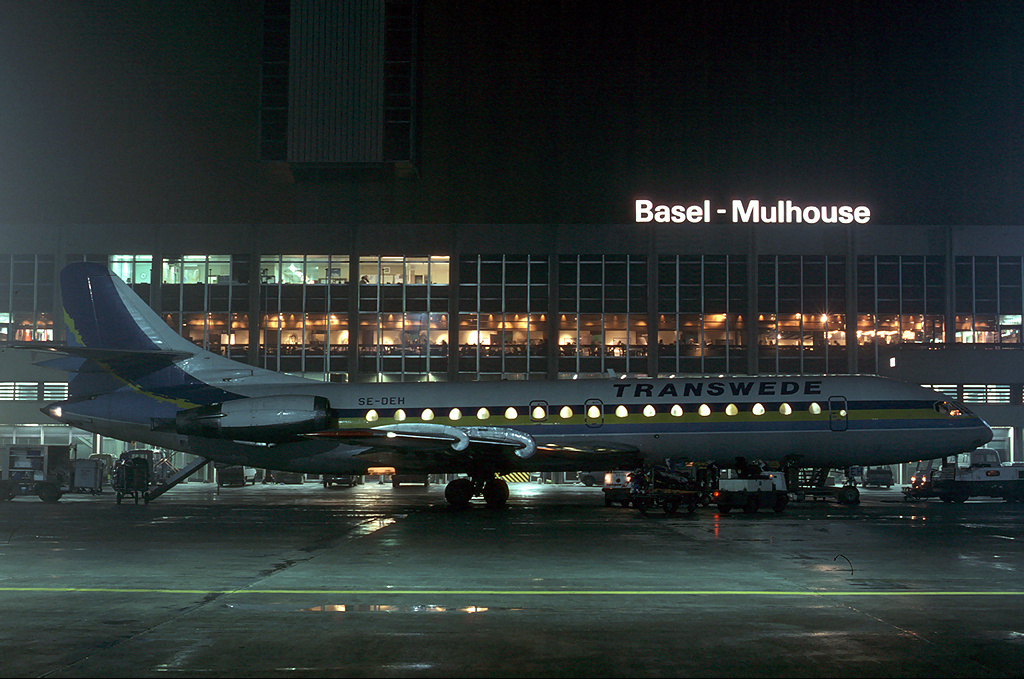
Une 10B3 de Transwede à l'aéroport international de Bâle-Mulhouse-Fribourg.

#### Caravelle 10B3
Le type 10B3, ou Super-Caravelle, est basé sur le type 10A. La cellule utilisée est la même et ces deux versions ne diffèrent que pour l'installation motrice. Les réacteurs sont des Pratt & Whitney JT8D à double flux et dotés d'inverseurs, et la masse au décollage va jusqu'à 57 tonnes. Le prototype, la no 169, effectue son premier vol le 3 mars 1964. Cette version est construite à 22 exemplaires.

#### Caravelle 10B1R/10R
La Caravelle 10B1R, puis tout simplement 10R, est une version basée sur le type VI-R. Le prototype effectue son premier vol le 18 janvier 1965. La type 10R est équipée de Pratt & Whitney JT8D et la masse au décollage est portée à 54 tonnes. Vingt exemplaires sont construits.

#### Caravelle 11R
Construite à seulement six exemplaires, la Caravelle 11R est basée sur la 10R et dispose d'un fuselage allongé de près d'un mètre et d'une porte cargo à l'avant, sur le côté gauche. La première 11R vole pour la première fois le 21 avril 1967. Les réacteurs sont des JT8D7 et la masse au décollage est de 54 tonnes.

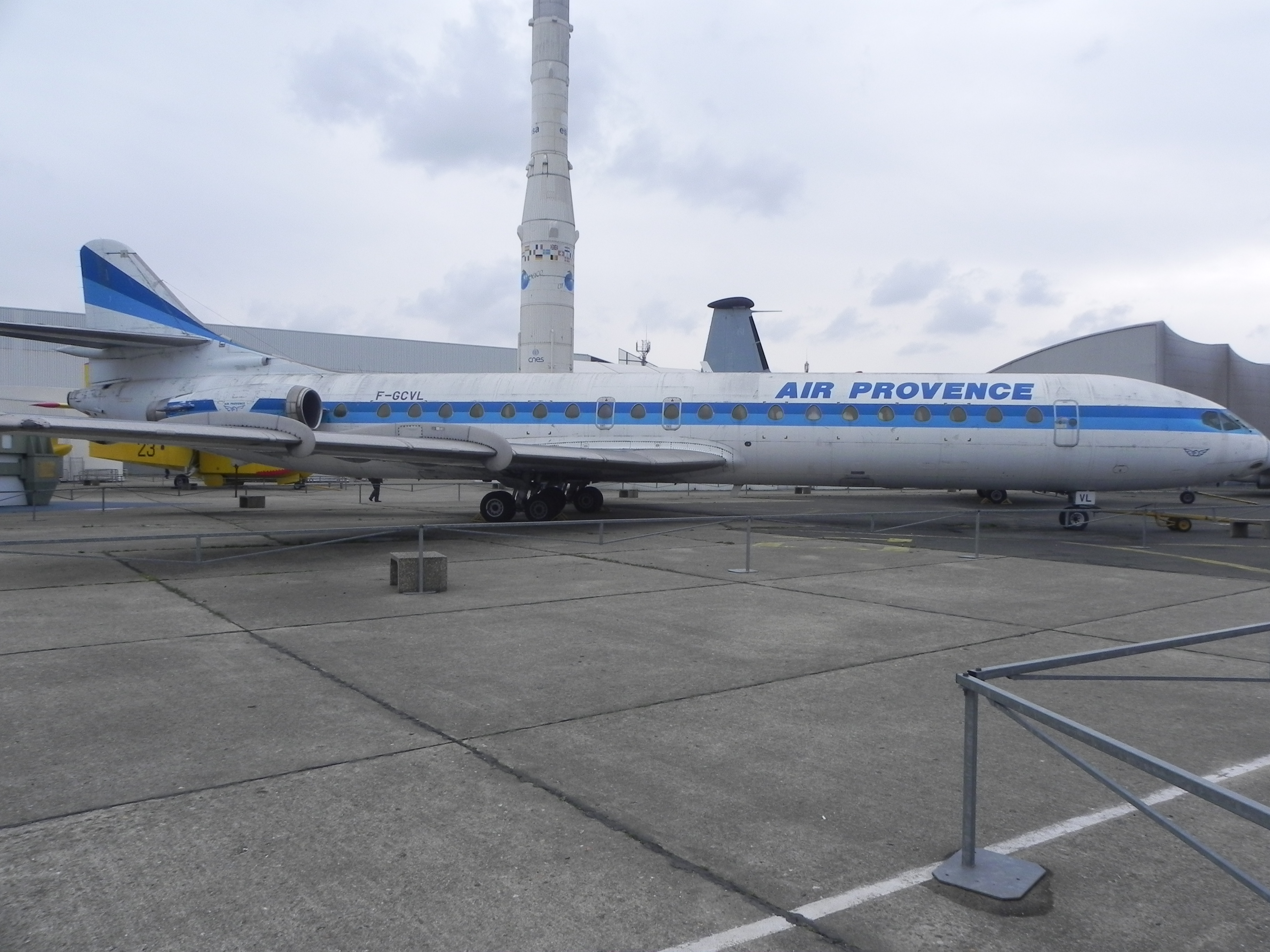
Une ancienne Caravelle 12 d'Air Provence sur le tarmac du musée de l'air et de l'espace.

#### Caravelle 12
La toute dernière version de la Caravelle effectue son premier vol le 29 octobre 1970. Dérivée du type 10B3, son fuselage est allongé de plus de trois mètres et sa masse au décollage portée à 58 tonnes. Au total, douze exemplaires sont construits, les derniers de la production de la Caravelle.

### Spécifications par version
| Version                         | Protos           | I/IA                                   | III                  | VI-N                 | VI-R                  | VII               | 10A       | 10B3                 | 10B1R                | 11R                  | 12                   |
| ------------------------------- | ---------------- | -------------------------------------- | -------------------- | -------------------- | --------------------- | ----------------- | --------- | -------------------- | -------------------- | -------------------- | -------------------- |
| Premier vol                     | 27 mai 1955      | 18 mai 1958 (I) 11 février 1960 (IA)   | 30 décembre 1959     | 10 septembre 1960    | 6 février 1961        | 29 décembre 1960  |           | 3 mars 1964          | 3 mars 1964          | 21 avril 1967        | 29 octobre 1970      |
| Équipage                        |                  | 2 ou 3                                 | 2 ou 3               | 2 ou 3               | 2 ou 3                |                   |           | 2                    | 2                    | 2                    | 2 ou 3               |
| Passagers                       | n/a              | 90                                     | 99                   | 99                   | 99                    | 99                | 104       | 118                  | 99                   | 99                   | 131                  |
| Longueur                        | 31,5 m           | 32,01 m                                | 32,01 m              | 32,01 m              | 32,01 m               | 32,01 m           | 33,01 m   | 33,01 m              | 32,01 m              | 32,71 m              | 36,24 m              |
| Envergure                       | 34,3 m           | 34,3 m                                 | 34,3 m               | 34,3 m               | 34,3 m                | 34,3 m            | 34,3 m    | 34,3 m               | 34,3 m               | 34,3 m               | 34,3 m               |
| Surface alaire                  | 146,7 m2         | 146,7 m2                               | 146,7 m2             | 146,7 m2             | 146,7 m2              | 146,7 m2          | 146,7 m2  | 146,7 m2             | 146,7 m2             | 146,7 m2             | 146,7 m2             |
| Hauteur                         |                  | 8,65 m                                 | 8,65 m               | 8,65 m               | 8,65 m                | 8,65 m            | 9,01 m    | 9,01 m               | 8,65 m               | 8,65 m               | 8,65 m               |
| Soutes                          |                  | 8 m3                                   | 9,6 m3               | 10,6 m3              | 10,6 m3               |                   |           | 12 m3                | 10,6 m3              | 10,7 m3              | 16,5 m3              |
| Masse à vide                    |                  | 23 290 kg                              | 24 825 kg            | 24 915 kg            | 26 280 kg             |                   |           | 27 623 kg            | 26 725 kg            | 28 840 kg            | 29 500 kg            |
| Masse maximale au décollage     | 41 000 kg        | 43 500 kg                              | 48 000 kg            | 50 000 kg            | 51 000 kg             |                   |           | 57 000 kg            | 54 000 kg            | 54 000 kg            | 58 000 kg            |
| Masse maximale à l'atterrissage |                  | 41 430 kg                              | 45 700 kg            | 47 600 kg            | 47 600 kg             |                   |           | 49 500 kg            | 49 500 kg            | 49 500 kg            | 49 500 kg            |
| Motorisation                    | Rolls-Royce Avon | Rolls-Royce Avon                       | Rolls-Royce Avon     | Rolls-Royce Avon     | Rolls-Royce Avon      | GE CJ805          | GE CJ805  | Pratt & Whitney JT8D | Pratt & Whitney JT8D | Pratt & Whitney JT8D | Pratt & Whitney JT8D |
| Version moteur                  | RA-26 Mk.521     | RA-29 Mk.522/526 (I) Mk.522A/526A (IA) | RA-29 Mk.527 et 527B | RA-29 Mk.531 et 531B | RA-29 Mk.532R et 533R | CJ805-23          | CJ805-23C | JT8D-7               | JT8D-7               | JT8D-7               | JT8D-9               |
| Poussée unitaire                |                  | 46,75 kN                               | 50,70 kN             | 54,26 kN             | 56,05 kN (Mk.533R)    |                   | 71,6 kN   | 62,27 kN             | 62,27 kN             | 62,27 kN             | 64,50 kN             |
| Poussée totale                  |                  | 93,50 kN                               | 101,40 kN            | 108,52 kN            | 112,10 kN (Mk.533R)   |                   | 143,2 kN  | 124,54 kN            | 124,54 kN            | 124,54 kN            | 129,00 kN            |
| Vitesse croisière maximale      |                  | 746 km/h                               | 804 km/h             | 845 km/h             | 845 km/h              |                   |           | 824 km/h             | 800 km/h             | 800 km/h             | 810 km/h             |
| Autonomie                       |                  | 1 650 km                               | 1 700 km             | 2 500 km             | 2 500 km              |                   |           | 3 300 km             | 3 400 km             | 2 800 km             | 3 200 km             |
| Présence APU                    | Non              | Non                                    | Non                  | Non                  | Non                   | Oui               | Oui       | Oui                  | Non                  | Oui                  | Oui                  |
| Plafond                         |                  | 11 000 m                               | 12 000 m             | 12 000 m             | 12 000 m              | 12 000 m          | 12 000 m  | 12 000 m             | 12 000 m             | 12 000 m             | 12 000 m             |
| Nombre construit                | 2                | 20 (I) + 6 (IA)                        | 85                   | 52                   | 56                    | 1 ex-III modifiée | 1         | 22                   | 20                   | 6                    | 12                   |

## Carrière civile

### Lignes régulières
Les compagnies Air France et Scandinavian Airlines System sont les premières à prendre livraison de la Caravelle et à la déployer sur leurs vols réguliers.

#### Air France

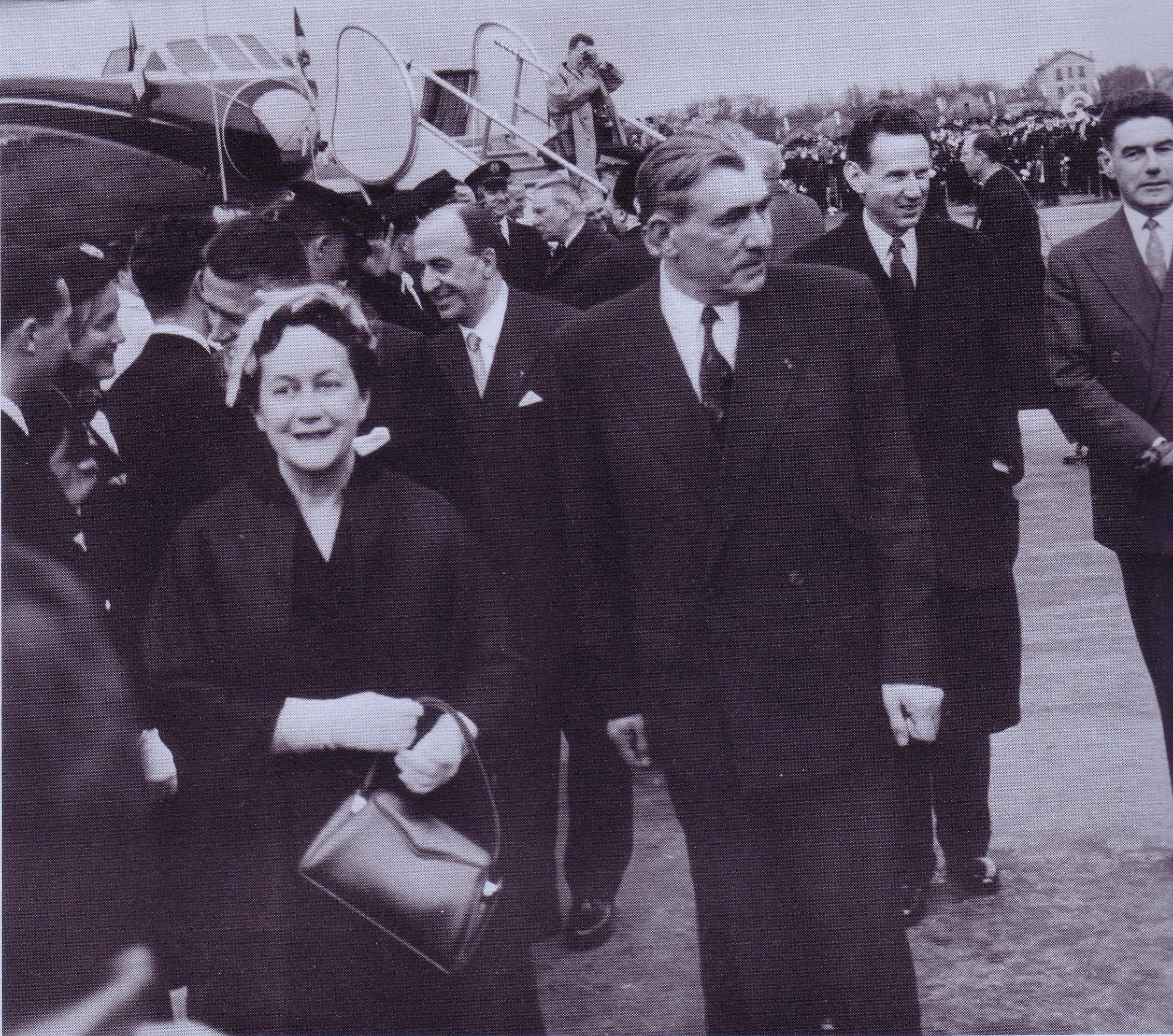
Yvonne de Gaulle au baptême de la Caravelle « Lorraine ».

Air France est le principal client de la Caravelle. En janvier 1964, 24 commandes ont déjà été passées pour des type I/IA/III. Ces 24 avions sont tous livrés à la fin de l'année, tandis que neuf commandes supplémentaires sont passées. S'y ajoutent sept exemplaires en décembre 1961, deux en 1965 et trois en 1966. La compagnie achète également trois Caravelle d'occasion. Un total de 50 appareils passent donc entre ses mains. La plupart des Caravelle utilisées par la compagnie portent le nom d'anciennes provinces françaises (Orléanais, Gascogne, etc.).
Le 19 mars 1959, la compagnie nationale française reçoit sa première Caravelle, immatriculée F-BHRB et baptisée « Lorraine », qui est baptisée par Yvonne de Gaulle, le 24 mars. Le 6 mai, le tout premier vol commercial décolle d'Orly, pour faire escale à Rome, puis à Athènes, avant de se poser à Istanbul.

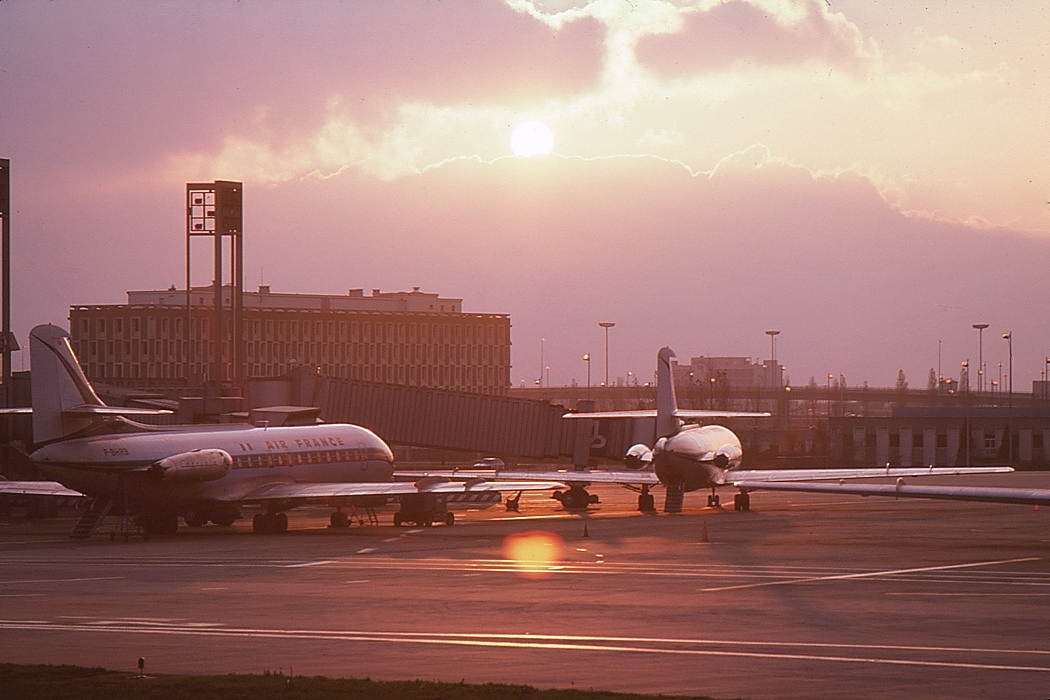
Deux Caravelle d'Air France à Roissy 1 en 1976.

Les appareils desservent l'Europe, le Moyen-Orient, ainsi que certains pays d'Afrique du Nord. Sur la plupart des appareils, la cabine est divisée en deux classes, avec trois rangées de quatre sièges en première classe et quatorze rangées de cinq sièges en classe économique. D'autres ont la cabine aménagée en une seule classe avec jusqu'à 94 sièges.

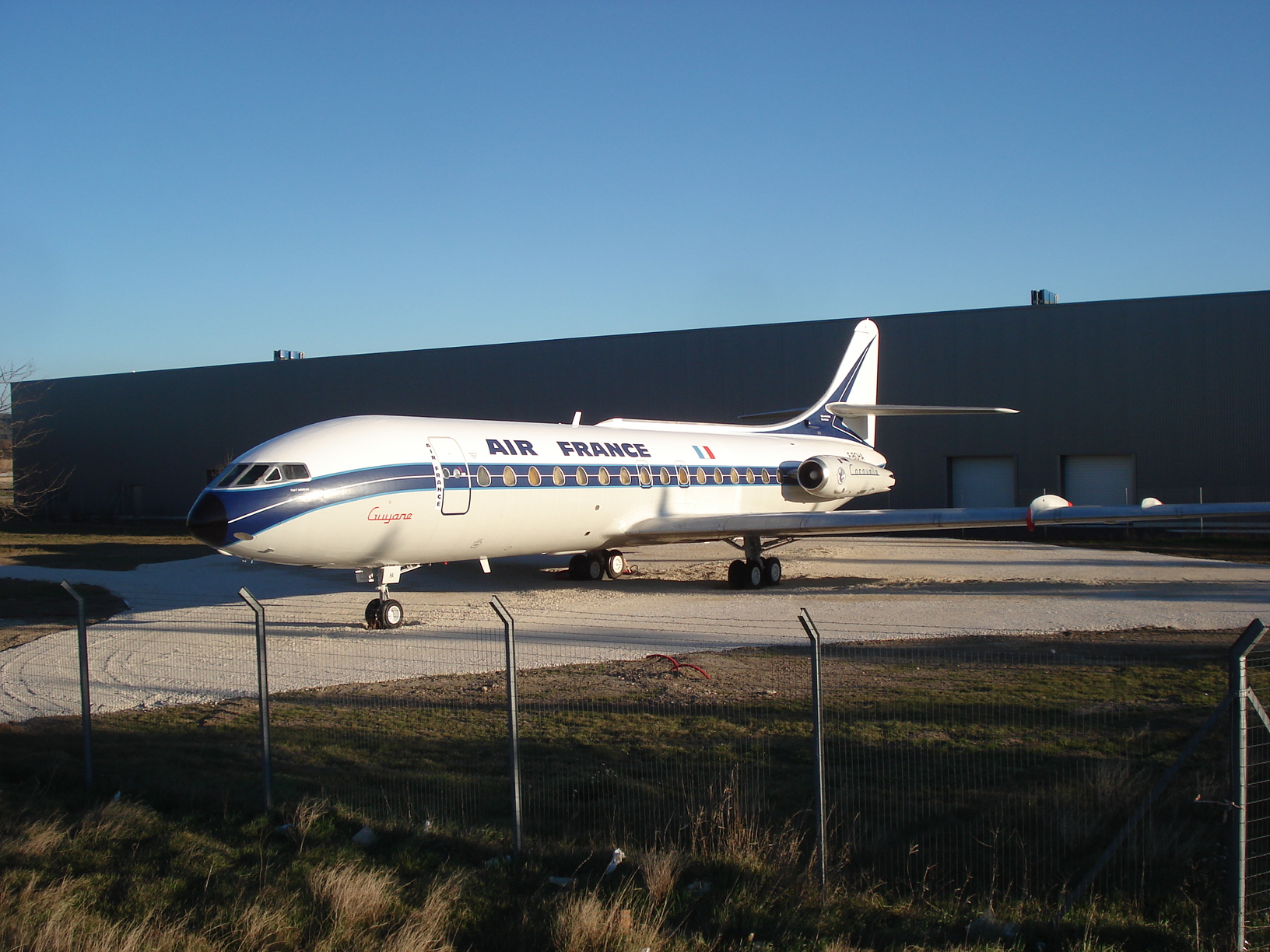
Caravelle III d'Air France « Guyane » restaurée et exposée à l'aéroport d'Avignon. Il s'agit de l'un des trois appareils commandés par la compagnie en 1966.

Au cours de leur exploitation, quelques appareils sont loués à Air Liban, qu'Air France dirige, d'autres à Air Charter International, une filiale charter, et d'autres sont affectés aux Antilles françaises. En 1961 et 1968, deux avions sont détruits dans des accidents, l'un au Maroc, et l'autre au large de Nice. Dès le début des années 1970, quelques Caravelle sont retirées de la flotte d'Air France, au profit du Boeing 737, et revendues, notamment à Air Inter. C'est en 1978 que la quarantaine de Caravelle encore actives dans la compagnie commencent à être retirées du service. Le dernier vol commercial a lieu le 28 mars 1981, entre Amsterdam et Paris-Charles-de-Gaulle.

#### Scandinavian Airlines System

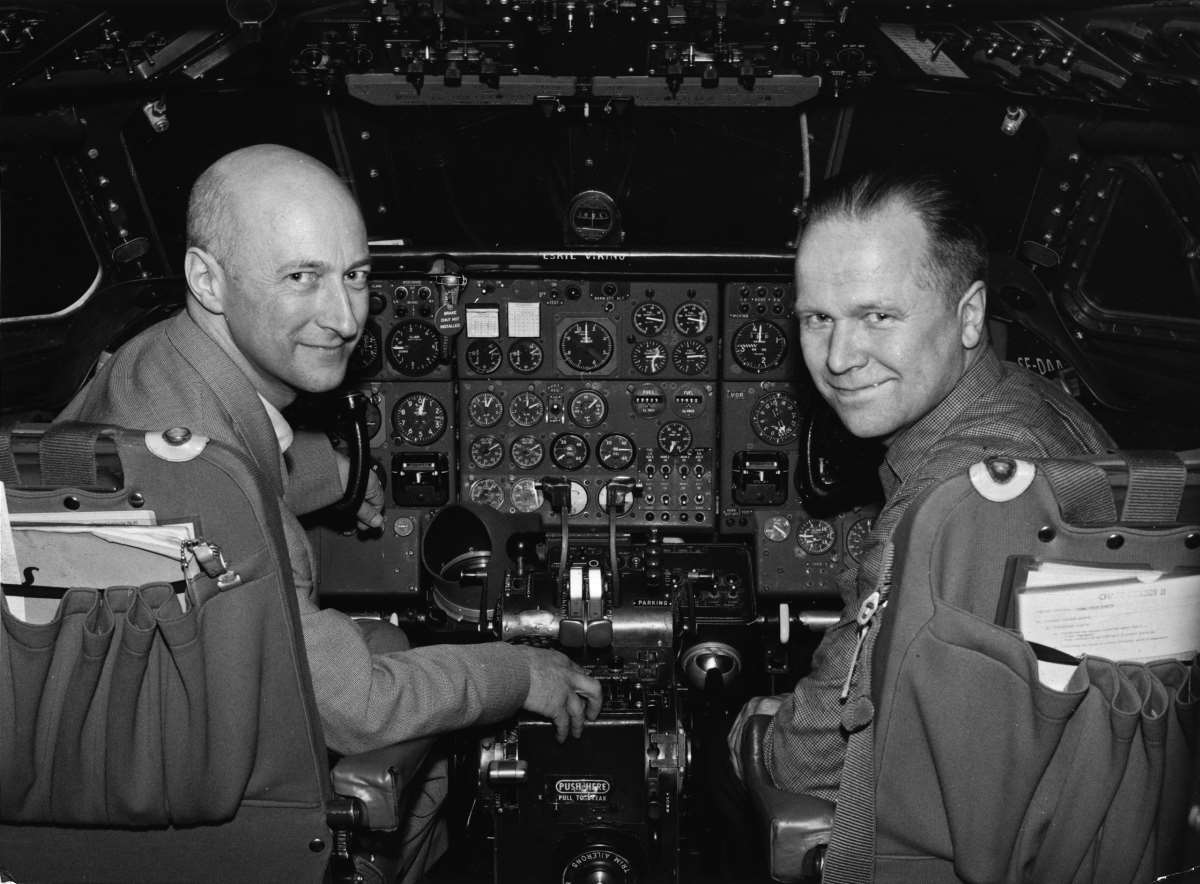
Pilotes finlandais dans le cockpit d'une Caravelle SE 210 de Scandinavian Airlines (1960).

Le premier avion de la SAS est livré le 13 avril 1959 à Stockholm. Le 15 mai, le premier vol commercial relie Stockholm, Prague, Budapest, Instanbul, Damas et Le Caire. Un total de vingt-six Caravelle I/III neuves sont commandées par SAS, la dernière en octobre 1964. Toutefois, seules dix-huit Caravelle sont utilisées par la compagnie, huit étant destinées à Swissair. Entre 1963 et 1970, plus d'une dizaine de Caravelle sont louées à Thai International, dans laquelle SAS possède 30 % des parts. Au cours des sept ans d'utilisation par Thai International, deux appareils sont accidentés.
Comme pour les autres avions de la compagnie, chaque Caravelle de Scandinavian Airlines est immatriculée dans un des trois pays scandinaves : Danemark, Suède, Norvège. La cabine des appareils est aménagée en deux classes : première et économique, la répartition du nombre de places pouvant varier d'un appareil à l'autre. En 1973, l'aménagement de la cabine est modifié de façon à ne disposer que d'une classe économique comprenant 94 sièges. Au cours de l'année 1974, les Caravelle sont retirées de la flotte et mises au rebut pour la plupart. Le tout dernier vol commercial a lieu le 27 septembre 1974 entre Göteborg et Stockholm-Arlanda.

#### Finnair
Finnair, compagnie finlandaise, prend livraison de sa première Caravelle en février 1960 et la deuxième est réceptionnée le 31 mars. Le lendemain, les vols réguliers commencent au départ d'Helsinki-Vantaa, et au mois de mai, la troisième Caravelle est mise en service.
Finnair passe commande pour une type III en décembre 1960. Dans la première moitié de l'année suivante, la compagnie fait convertir ses types IA en types III, les travaux étant effectués à Toulouse. En décembre 1962, Finnair est la première compagnie à passer commande de la Super-Caravelle, mise sur le marché un an plus tôt. Le premier appareil de ce type est livré en juillet 1964 et mis en service le 15 août.
Finnair revend ses Caravelle III à Sud-Aviation, à la fin de l'été 1964, et conserve huit Caravelle 10B3 dans sa flotte jusqu'au début des années 1980. Les Super-Caravelle ont la cabine aménagée en deux classes pour les vols réguliers, et en une seule classe, de plus de cent sièges, pour les vols charters. Le dernier service en Caravelle avec Finnair a lieu en 1983.

#### Air Inter
En France, l'autre grande compagnie à utiliser la Caravelle à côté d'air France est Air Inter, qui n'opère que sur le territoire national. Une première commande pour trois appareils est passée en 1966, et quatre autres Caravelle III sont commandées l'année suivante. Un contrat est signé le 6 mai 1971 pour cinq Caravelle 12 et sept autres sont acquises d'occasion entre 1980 et 1983. Plus d'une dizaine de Caravelle III sont utilisées par Air Inter et les dernières sont retirées en 1983, les Caravelle 12 restant actives. En 1991, Air Inter retire ses dernières Caravelle 12, dont quelques-unes ont été achetées d'occasion à Sterling Airways. Les autres types 12 sont des appareils commandés initialement par Air Inter. La no 276 (F-GCVK) effectue le 3 août 1991 le tout dernier vol commercial, qui se pose à Orly.
À partir de décembre 1990, Air Toulouse utilise des Caravelle pour des vols charters et effectue même entre 1994 et 1995 des vols réguliers, opérés par trois Caravelle entre Toulouse-Blagnac et Lisbonne.
En 1991, Air Provence utilise deux anciennes Caravelle 12 d'Air Inter. Devenu le dernier opérateur civil de la Caravelle en Europe, la compagnie cesse ses opérations en octobre 1996 à la suite de la découverte de criques sur un moteur.

#### Alitalia
Le 29 avril 1960, Alitalia reçoit sa première Caravelle, une type III immatriculée I-DAXA, qui est mise en service le 23 mai.

#### Sabena

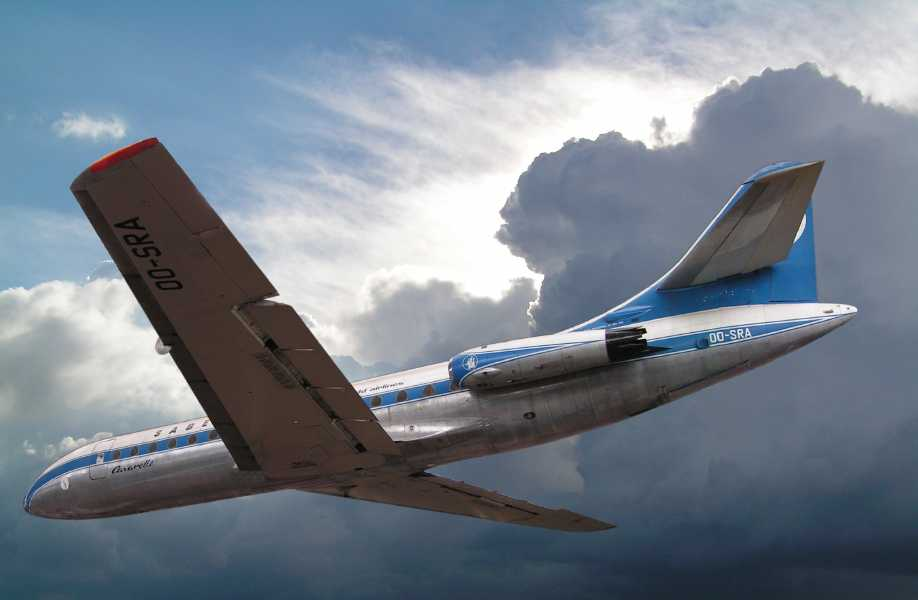
La OO-SRA est la première Caravelle de la Sabena et est également la première type VI-N livrée.

La première Caravelle VI-N est livrée à Sabena le 21 janvier 1961, le jour où le type est certifié, les vols commerciaux débutant le 18 février. Trois avions sont livrés à la compagnie belge le même mois. Entre fin 1961 et juin 1962, les quatre Caravelle III en service chez Alitalia sont converties en type VI-N, les travaux étant effectués à l'usine de Toulouse.

#### Amérique latine
Le 16 octobre 1957, la Varig, compagnie brésilienne, signe un contrat pour deux appareils, ainsi que trois en option. C'est le premier client hors d'Europe. La première Caravelle de la Varig est livrée le 24 septembre 1959 à Porto Alegre. Le 19 décembre, le premier vol commercial a lieu entre Porto Alegre et São Paulo et le lendemain, le vol continue vers Rio de Janeiro, avant de se poser à New York, après plusieurs escales techniques. Dès janvier 1960, la desserte de New York est régulière, ce qui fait de la Caravelle le premier biréacteur à desservir régulièrement New York.
Lorsque les Caravelle cessent de transporter des stupéfiants, en 1996, seuls cinq appareils sont encore utilisés en Amérique du Sud pour transport de fret. Aerosucre et Líneas Aéreas Suramericanas en sont les opérateurs. À la suite d'un accord avec la Federal Aviation Administration, la direction de l'aviation civile colombienne interdit de vol la Caravelle, en juillet 1999. Toutefois, les trois appareils de Lineas Aereas Suramericanas sont autorisés à reprendre du service en mars 2000 à la suite d'un nouvel accord signé entre les États-Unis et la Colombie.
Une Caravelle de Líneas Aéreas Suramericanas s'écrase le 31 janvier 2001, à Yopal, ce qui provoque la mort de trois des six membres d'équipage et l'interdiction de vol des deux Caravelle encore en service.

#### Maghreb
Au début de 1958, un contrat est signé avec Air Algérie pour deux avions plus une option, qui est confirmée plus tard dans l'année. C'est en janvier 1960 qu'Air Algérie reçoit sa première Caravelle, mise en service moins d'une semaine plus tard. À la fin de l'année, quatre Caravelle figurent dans la flotte d'Air Algérie, portant des immatriculations françaises. Les deux autres compagnies nationales maghrébines, Tunisair et Royal Air Maroc, qui sont chacune détenues à au moins 30 % par Air France, commandent également des Caravelle, deux pour Royal Air Maroc et une, à l'origine, pour Tunisair. La première Caravelle de Royal Air Maroc est mise en service le 20 mai 1960, mais il faut attendre septembre 1961 pour que la compagnie tunisienne mette son exemplaire en service, sur la ligne Tunis - Orly,,.

#### Afrique tropicale

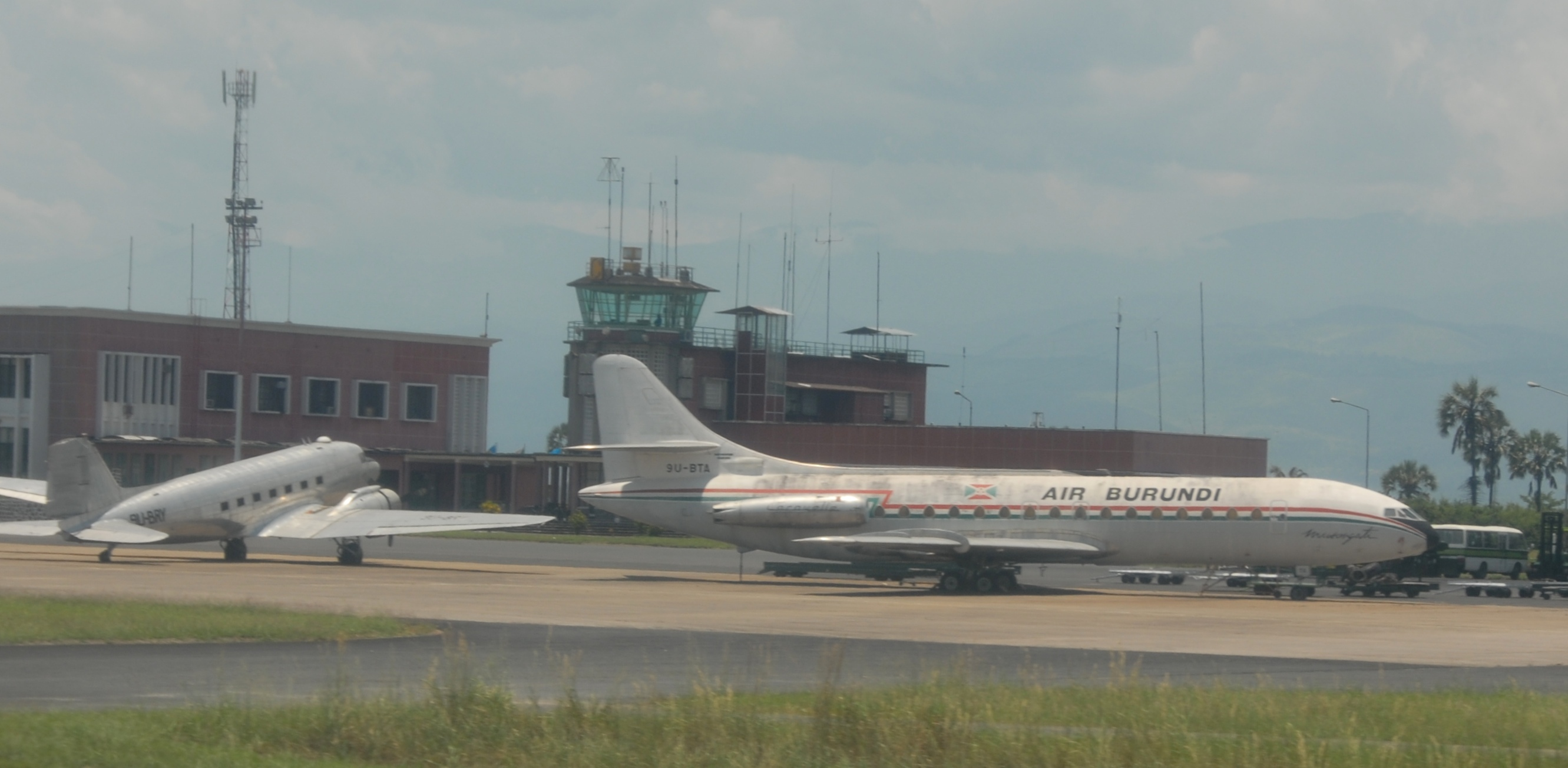
Aux couleurs d'Air Burundi.

En 1962, Air Afrique souhaite utiliser une Caravelle pouvant transporter à la fois du fret et des passagers, afin de remplacer le Douglas DC-6 à hélices. Au printemps 1964, une Caravelle VI-R de Sud-Aviation effectue une tournée en Afrique dans 18 pays différents. Toutefois, à l'issue de cette campagne, destinée à attirer l'attention des compagnies africaines, aucun contrat de commande n'est signé, bien qu'Air Guinée et Air Afrique aient montré de l'intérêt pour la Caravelle.
Après leur retrait en Europe et en Amérique du Sud, l'Afrique reste le seul continent où volent encore des Caravelle. Les trois Caravelle 11R d'Eureka Aviation y sont livrées entre 1996 et 1999. La dernière Caravelle à être livrée en Afrique, la no 251, effectue des vols avec passagers opérés par Gabon Express jusqu'en 2001. Cette compagnie devient la dernière à utiliser la Caravelle pour des vols avec passagers.

#### Amérique du Nord

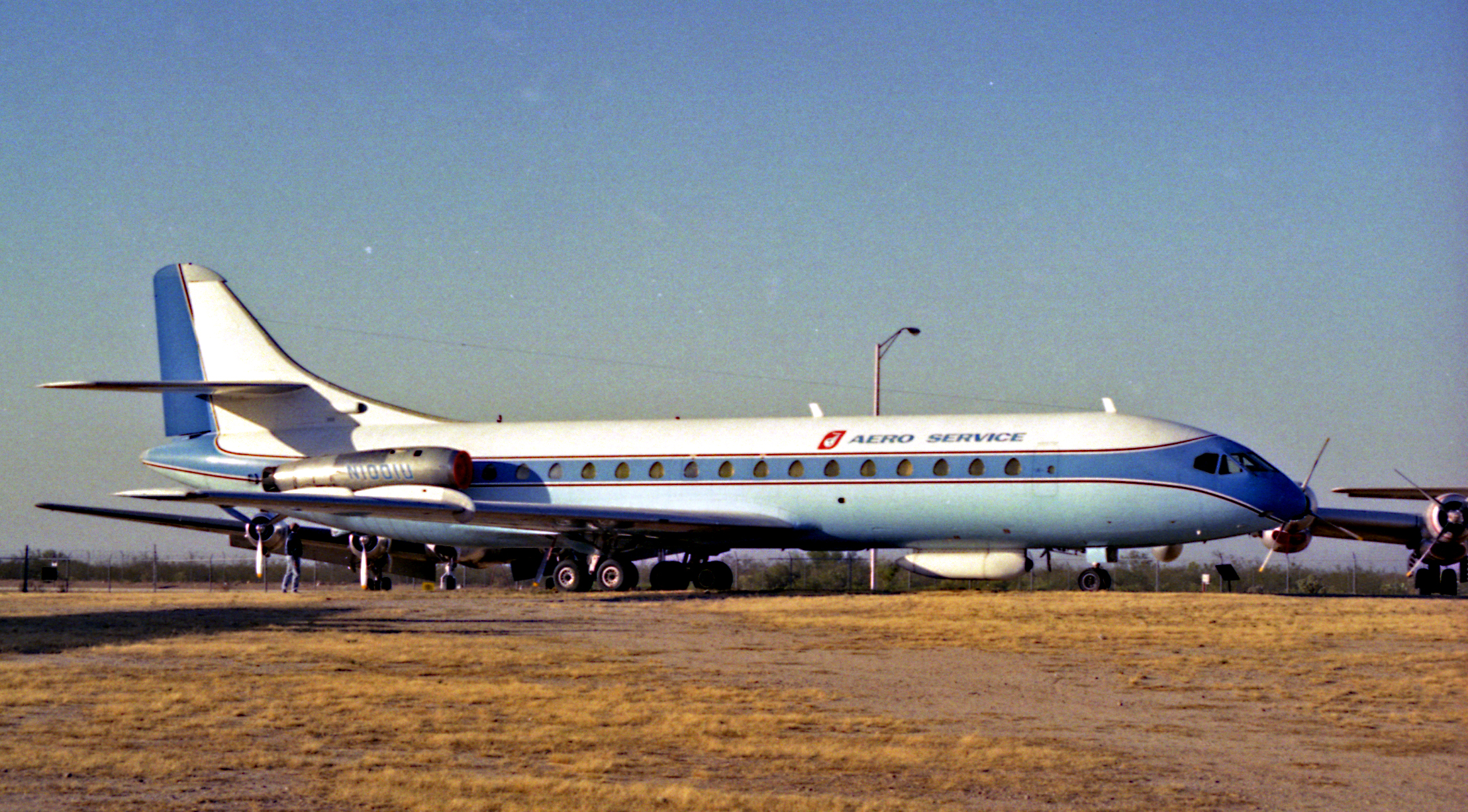
La N1001U de Goodyear/Aero Service est la première Caravelle livrée à United Airlines.

Afin de vendre la Caravelle aux États-Unis, Sud-Aviation juge indispensable d'avoir un partenaire, essentiellement pour le service après-vente. Un accord est signé entre Sud-Aviation et Douglas Aircraft Company le 19 février 1960. Le constructeur américain peut, pour sa part, construire la Caravelle sous licence si la production dépasse la capacité de l'usine de Toulouse.
Le 25 février 1960, United Airlines signe un contrat d'une valeur d'environ 65 millions de dollars pour vingt Caravelle et prend vingt options. La compagnie demande de nombreuses améliorations pour la cellule de base, dont une aérodynamique améliorée et l'agrandissement des vitres du poste de pilotage. Cette nouvelle version est désignée Caravelle VI-R. La première Caravelle de United Airlines, immatriculée N1001U, est reçue le 10 juin 1961 et baptisée « Ville de Toulouse ». Les vols réguliers débutent le jour de la fête nationale française, le 14 juillet.

#### Turquie et Moyen-Orient

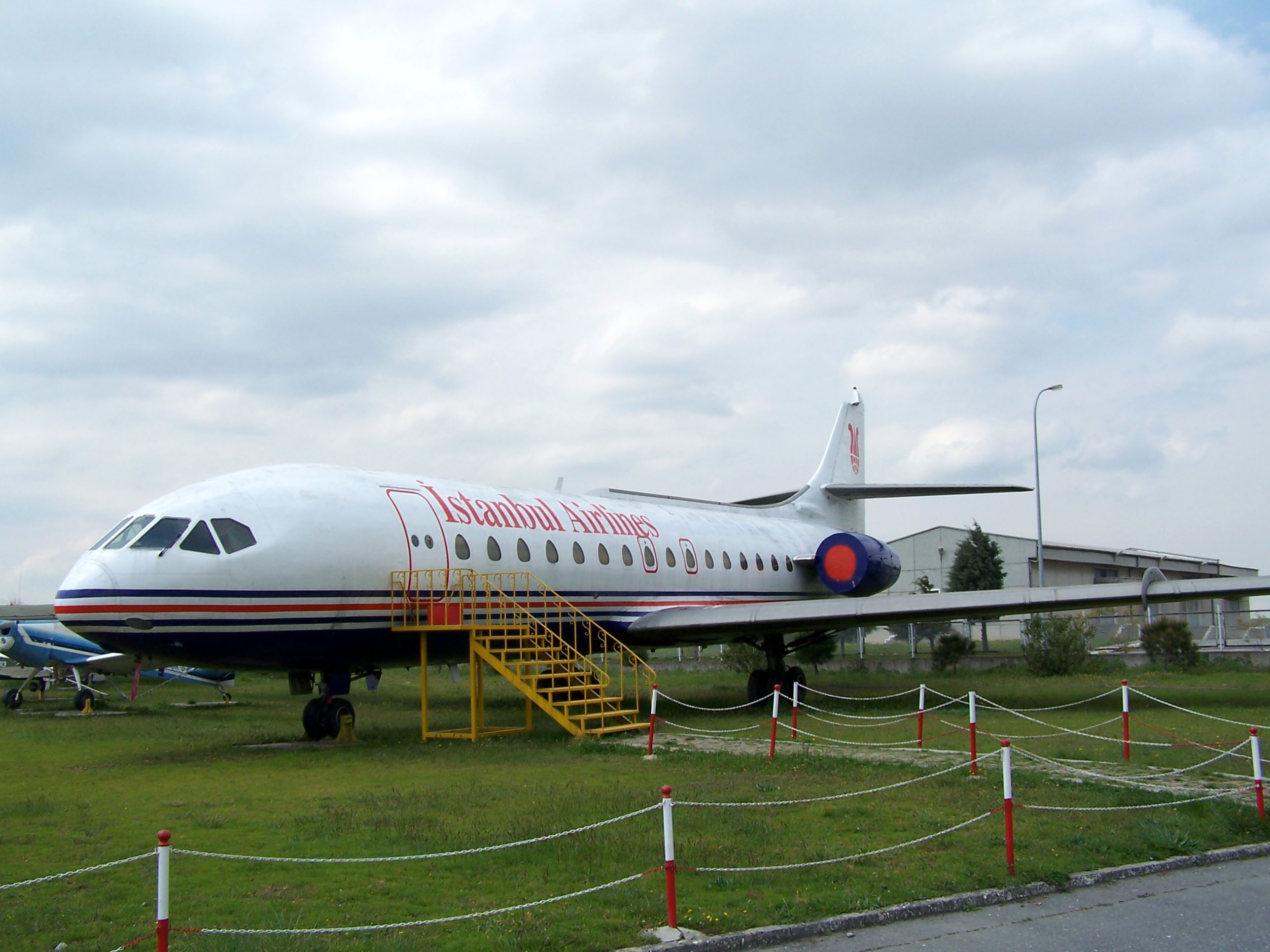
Une 10B1R, ancienne dIstanbul Airlines au musée de l'aviation de Yeşilköy. Les nacelles sont remplacées par des imitations.

Au Moyen-Orient et en Asie Mineure, deux compagnies exploitent la Caravelle dans les années 1980 et 1990.
À partir de 1986, la compagnie turque Istanbul Airlines utilise la Caravelle 10R sur des vols réguliers. Bien qu'un appareil soit retiré en 1988, quatre autres sont encore en service jusqu'en 1990 et trois en 1991. En octobre 1992, la dernière Caravelle est retirée du service et transférée au musée de l'aviation de Yeşilköy, près d'Istanbul.
Syrian Arab Airlines exploite encore deux Caravelle type 10B3 au début des années 1990. En juillet 1994 la compagnie retire ces deux appareils, alors utilisés sur des vols réguliers entre Damas et Deir ez-Zor. Les Caravelle sont ensuite stockées à Damas et proposées à la vente. Avec plus de 28 ans d'exploitation de la Caravelle, Syrian Arab Airlines est la compagnie à avoir utilisé l'avion le plus longtemps.

### Vols charter

#### Compagnies charter en Europe
Des compagnies aériennes charter ont également exploité des Caravelle pour des vols nolisés. La première d'entre elles à posséder une Caravelle est Sterling Airways, compagnie danoise créée en 1962, et qui ne vole alors que sur des Douglas DC-6. Le 22 juin 1964, Stering Airways passe une commande pour une Super-Caravelle qui est livrée au mois de mars 1965, une deuxième commande ayant été passée. En 1969, Trans-Union devient la première compagnie française à utiliser la Caravelle pour des vols charters, en louant deux appareils de type III d'occasion qui sont retirés deux ans plus tard.
Afin d'opérer des vols charters, Air France dispose d'une filiale, depuis 1966, baptisée Air Charter International trois ans plus tard. À la suite de l'acquisition de Boeing 727, quatre Caravelle de la compagnie nationale sont vendues à sa filiale charter et d'autres lui sont louées au cours des années 1970. En 1971, la Catair met en service une Caravelle rachetée à Swissair, qui est remplacée à partir de 1973 par des type VI-R, puis des VI-N. Europe Aero Service utilise la Caravelle dès le début des années 1970, pour le compte d'autres compagnies et c'est en 1978 que la compagnie acquiert ses propres Caravelle. Lorsque Finnair retire ses Super-Caravelle, plusieurs appareils sont revendus à Europe Aero Service qui les loue à Air Charter International, en remplacement des anciennes type III d'Air France.

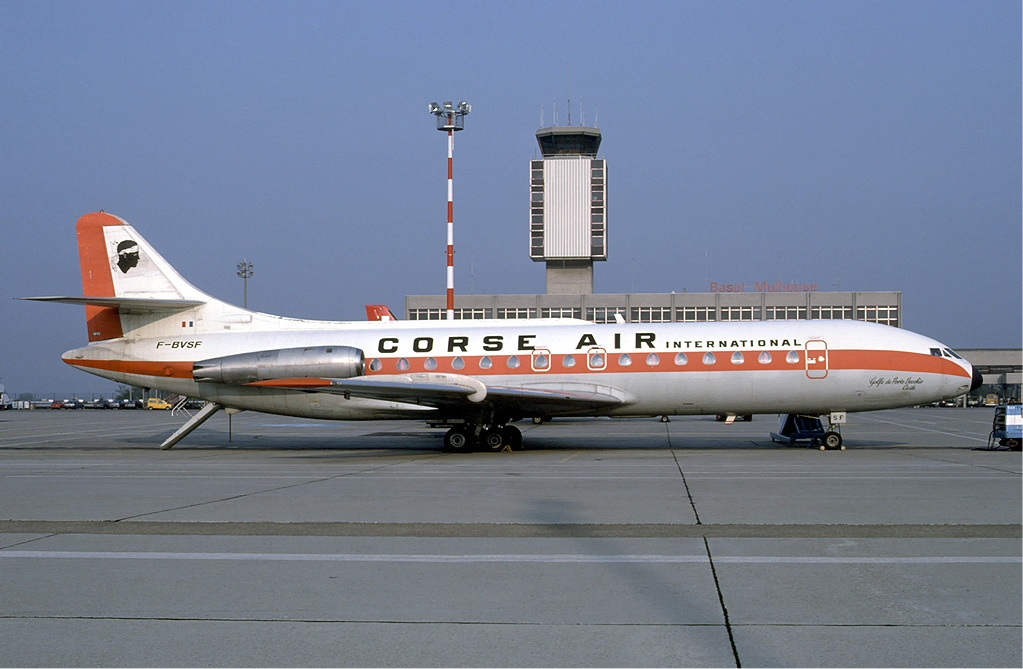
La F-BVSF de Corse Air International est l'ancienne Caravelle utilisée par le gouvernement yougoslave.

En 1976, Aérotour lance des vols charters en Caravelle mais y met un terme en 1980, à la suite de difficultés financières. Une partie des avions utilisés proviennent de la flotte de JAT Airways qui a retiré ses dernières Caravelle en 1976. Corse Air International, qui venait d'être créée, récupère d'anciens appareils d'Aérotour qui restent dans la flotte jusqu'en 1988 avant d'être remplacés par des Boeing 737. Après leur retrait, trois Caravelle ne sont pas revendues et restent en France, deux à Orly et une à Châteauroux.

#### Compagnies charter en Afrique
Dans les années 1980 plusieurs opérateurs charter d'Afrique rachètent des Caravelle en Europe, essentiellement des types III venant d'Air France ou d'Air Inter. Ces compagnies, dont plusieurs transportent à la fois du fret et des passagers, sont pour la plupart basées au Zaïre ou au Nigeria.
Au Zaïre, la première à utiliser la Caravelle est African Air Charter, qui met en service une ancienne VI-N d'Alitalia en octobre 1980. Pendant cinq ans d'activité, l'avion transporte aussi bien du fret que des passagers. Moins d'un an plus tard, Inter-Fret rachète une Caravelle en France pour l'utiliser de manière similaire. Deux types III sont récupérés auprès d'Air Charter International, début 1983, par Aérotechnique Service, qui les revend la même année à Inter-Fret. Ces deux appareils sont transférés à Fontshi Aviation l'année suivante, avant d'être retirés en 1991. Une autre compagnie, Inter African Charter, exploite une ancienne Caravelle III d'Altair à partir de 1984, qui est revendue à Aérotechnique Service et remplacée par un autre appareil issu de la même source. Aérotechnique Service rachète trois Caravelle entre 1985 et 1991, dont les deux exemplaires d'Aérotechnique Service, qui restent actifs jusqu'au milieu des années 1990.
Au Nigeria, trois opérateurs charter ont utilisé le biréacteur français : Kabo Air, Intercontinental Airlines, et Okada Air. Trois types III d'Air Inter et une Caravelle d'Air France sont rachetées par Kabo Air en 1983, qui rachète également deux Caravelle 11R d'Air Afrique, la même année. Les appareils transportent aussi bien des passagers que du fret, notamment les 11R, qui disposent d'une porte cargo. Dès 1984, Kabo Air retire ses premières Caravelle, les deux combis sont revendus en Colombie en 1987. Un dernier appareil reste actif encore deux ans, mais est retiré, au profit des Boeing 727, de plus grande capacité. Intercontinental Airlines rachète trois Caravelle III d'Air Inter et les exploite à partir de 1981, au départ de l'aéroport de Lagos. Les appareils sont également utilisés à plusieurs reprises pour effectuer des transports de fonds, jusqu'à leur retrait en 1990. Un appareil de type VI-N est loué à Okada Air à partir de 1985 et retiré en 1989 ce qui met fin à l'utilisation de cette version dans le monde. Début 2004, seuls deux appareils sont encore en service chez Waltair et ne transportent que du fret. L'avion de TAC Air Service, inactif depuis novembre 2003, est finalement loué à Waltair à partir d'avril 2004, jusqu'à sa destruction accidentelle à Gisenyi, le 28 août. Une seconde Caravelle entre en révision entre août et septembre mais ne reprend toutefois pas du service. En avril 2005, le gouvernement congolais annonce à Waltair que sa licence d'exploitation, qui doit expirer en septembre, ne sera pas renouvelée.

### Vols cargo

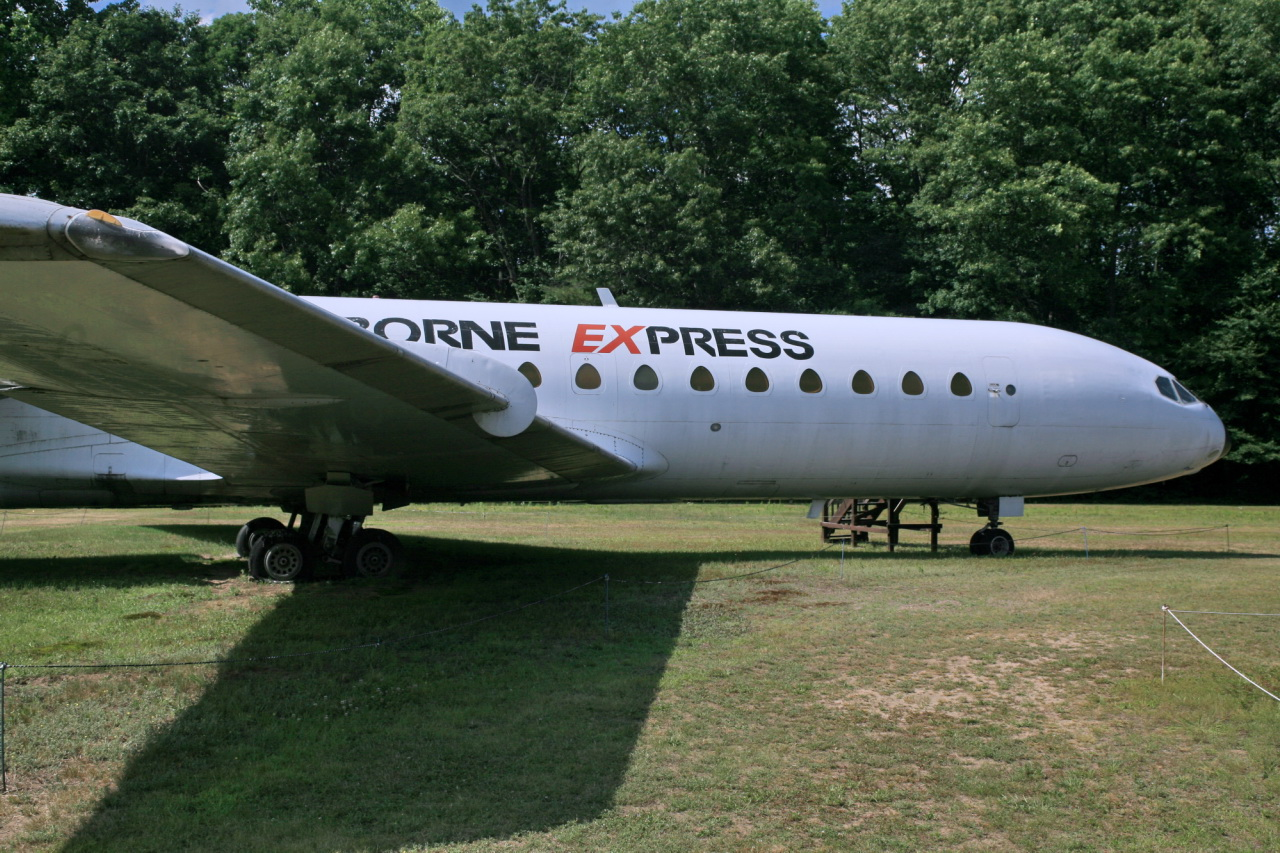
L'ancienne Caravelle N902MW d'Airborne Express est conservée au New England Air Museum, près de l'aéroport international Bradley.

En 1965, une version « combi », avec un fuselage rallongé et une porte cargo à l'avant, est mise sur le marché, sous le nom de version 11R. Une première commande, de la part d'Air Afrique, est passée début octobre pour deux Caravelle 11R, et un contrat similaire est signé avec Air Congo le 14 avril 1967. Le prototype effectue son premier vol le 21 avril 1967 et est livré à Air Afrique le 22 septembre, avant d'être mis en service moins d'une semaine plus tard. La compagnie dessert les principales capitales des pays d'Afrique de l'Ouest et d'Afrique centrale. Le mois suivant, Air Congo reçoit sa première Caravelle et en avril 1969, la compagnie espagnole Transeuropa commande deux appareils dont le premier est livré au mois de juillet.
Aux États-Unis, la société Airborne Freight Corporation, spécialisée dans le transport de fret, s'associe avec la compagnie Midwest Air Charter pour la location et l'exploitation d'avions en 1978. Cette même année, la compagnie rachète quatre anciennes Caravelle de United Airlines et l'année suivante, deux autres sont rachetées à Cruzeiro do Sul, les six appareils étant des type VI-R. La compagnie les utilise jusqu'en 1980, lorsque toute sa flotte est rachetée par Airborne Freight Express qui l'utilise, sous le nom d'Airborne Express, jusqu'en 1983. Aerosucre Colombia utilise une Caravelle 11R, ancienne de Transeuropa, à partir de 1982 et une type 10B1R rejoint la flotte en janvier 1983 mais est retirée l'année suivante.

### Utilisation illégale
Au début des années 1990, les trafiquants de drogue colombiens commencent à utiliser des avions à réaction, relativement anciens, pour transporter cette marchandise. Au même moment, plusieurs Caravelle sont retirées du service en Europe et convoyées en Amérique du Sud, où elles servent à transporter des stupéfiants. La capacité en stupéfiants de la Caravelle peut aller jusqu'à dix tonnes, après démontage de tout l'équipement de cabine, sièges et cases à bagages. Ce sont des opérateurs comme Aerogolfo, Iberoamericana, Transapel, qui effectuent ces vols. Le 4 novembre 1995, un appareil transportant de la cocaïne est démantelé par la police mexicaine après un atterrissage sur un lac asséché près de Todos Santos,,.

### Liste des opérateurs civils
En 46 ans de service commercial, la Caravelle est exploitée par plus de cent compagnies aériennes, aussi bien pour le transport de passagers que pour le fret. L'année entre parenthèses est celle où la compagnie a commencé ses opérations en Caravelle.
| Afrique du Sud - TAC Air Service (1997) Algérie - Air Algérie (1960) Allemagne - Aero Lloyd (1980) - Lufttransport-Unternehmen (1965) - Special Air Transport (1978) Argentine - Aerolíneas Argentinas (1962) Autriche - Austrian Airlines (1963) Belgique - Belgian International Air Service (en) (1971) - Sabena (1961) - Sobelair (1971) Brésil - Serviços Aéreos Cruzeiro do Sul (1963) - Panair do Brasil (1962) - Varig (1959) Burundi - Air Burundi (1975) Cambodge - Royal Air Cambodge (1969) Chili - LAN Chile (1964) République de Chine (Taïwan) - China Airlines (1971) Colombie - Aerosucre (1982) - Aerotal Colombia (1975) - Líneas Aéreas Suramericanas (1989) - Transportes Aéreos del Cesar (es) (1976) Côte d'Ivoire - Air Afrique (1967) Danemark - Sterling Airways (1965) République dominicaine - Aerotours Dominicano (1986) - Hispaniola Airways (1986) Équateur - SAETA (1975) - SAN Ecuador (en) (1975) Espagne - Aviaco (1972) - Hispania (1983) - Iberia (1962) - Trabajos Aéreos y Enlaces (en) (1975) - Transeuropa (1969) États-Unis - Midwest Air Charter/Airborne Express (1978) - United Airlines (1961) | Finlande - Finnair (1960) France - Aero France International (1989) - Aérotour (1976) - Air Calédonie International (1984) - Air Charter International (1970) - Air Entreprise (1991) - Air France (1959, premier exploitant) - Air Fret (1972) - Air Inter (1967) - Air Martinique (1980) - Air Provence International (1991) - Air Service Nantes (1989) - Air Toulouse (1990) - Catair (1971) - Corse Air International (1981) - Euralair (1972) - Europe Aero Service (1978) - Industries Air Charter (1990) - Minerve (1976) - Stair (1990) - Trans-Union (1969) - Union de transports aériens (1966) Gabon - Air Gabon (1977) - Gabon Express (1999) Guatemala - Aerovias (en) (1985) Inde - Indian Airlines (1964) - Pushpaka Aviation (en) (1979) Italie - Alitalia (1960) - Altair (1981) - Società Aerea Mediterranea (1968) Jordanie - Alia (1965) Laos - Royal Air Lao (en) (1973) Liban - Air Liban (1961) - Middle East Airlines (1963) Libye - Kingdom of Libya Airlines (1965) Luxembourg - Luxair (1970) Mali - Air Mali (1980) Maroc - Royal Air Maroc (1960) Nigeria - Intercontinental Airlines (1981) - Kabo Air (1982) - Okada Air (1984) | Pays-Bas - Transavia Holland (1969) Philippines - Filipinas Orient Airways (1972) - Sterling Philippines Airways (1975) Portugal - TAP (1962) République du Congo - Air Espace (1998) République démocratique du Congo - Air Congo (1967) - Malu Aviation (1998) - Waltair (1992, dernier exploitant) Suède - Baltic Airlines (1988) - Transwede Airways (1985) Suède, Danemark & Norvège - Scandinavian Airlines System (1959) Suisse - Aero Jet (1992) - Air City (1988) - Compagnie de Transport Aérien (1978) - Société Anonyme de Transport Aérien (1970) - Swissair (1960) Syrie - Syrian Arab Airlines (1965) Taïwan - Far Eastern Air Transport (1973) Thaïlande - Thai Airways International (1964) Tunisie - Tunisair (1961) Turquie - Istanbul Airlines (1986) - Sultan Air (1989) Venezuela - Avensa (1964) Vietnam - Air Vietnam (1964) Yougoslavie - InexAdria (1972) - JAT Airways (1963) Zaïre - African Air Charter (1980) - Afro-cargo (1980) - ATS Airlines (1982) - Fontshi Aviation Services (1984) - IAC Airlines (1984) - Inter-fret Transport Aérien (1981) - Trans Zaïre Airways (1992) - Wetrafa Airlift (1993) |

## Avions militaires et gouvernementaux

### Gouvernement français
Dès 1958, une Caravelle est utilisée pour les déplacements du président de la République, Charles de Gaulle. Il s'agit du second prototype, qui est remplacé pour cette tâche par la « Lorraine », appartenant toutefois à Air France. En 1963, l'appareil no 141 est livré à la compagnie française sous l'immatriculation F-BJTK, et est récupéré par le groupe de liaisons aériennes ministérielles (GLAM) et réimmatriculé F-RAFG pour servir d'avion présidentiel. Après la démission de de Gaulle, en 1969, les présidents Georges Pompidou puis Valéry Giscard d'Estaing utilisent la Caravelle jusqu'en 1980. Entre 1977 et 1988, une autre Caravelle est utilisée pour le transport de personnalités politiques puis est transférée à l'escadron de transport 3/60 Esterel où elle reste active pendant quatre ans, jusqu'en 1992.

### Sites d'essais nucléaires français
Jusque dans les années 1970, l'armée de l'air française a recours à des Douglas DC-6 comme avions de transport sur les sites d'essais nucléaires. La décision de remplacer ces avions à hélices par des avions à réaction est prise début 1976 et trois Caravelle 11R sont désignées. Les deux appareils d'Air Zaïre, qui ne sont que peu utilisés, sont rachetés par l'armée de l'air le 1er avril 1976 et livrés à Tahiti-Faaa aux mois d'août et de septembre après la fin des modifications, à la demande de l'armée de l'air. Une troisième Caravelle est rachetée à Transeuropa le 1er novembre et livrée deux mois plus tard, le 28 décembre. Des vols réguliers sont effectués, transportant aussi bien du matériel que des passagers, et le président Valéry Giscard d'Estaing utilise une Caravelle lors de la visite des sites d'essais nucléaires. En 1982 et 1985, les avions servent à transporter de l'aide à Nuku'alofa et sur les îles Fidji, à la suite du passage de cyclones.

### Autres pays européens

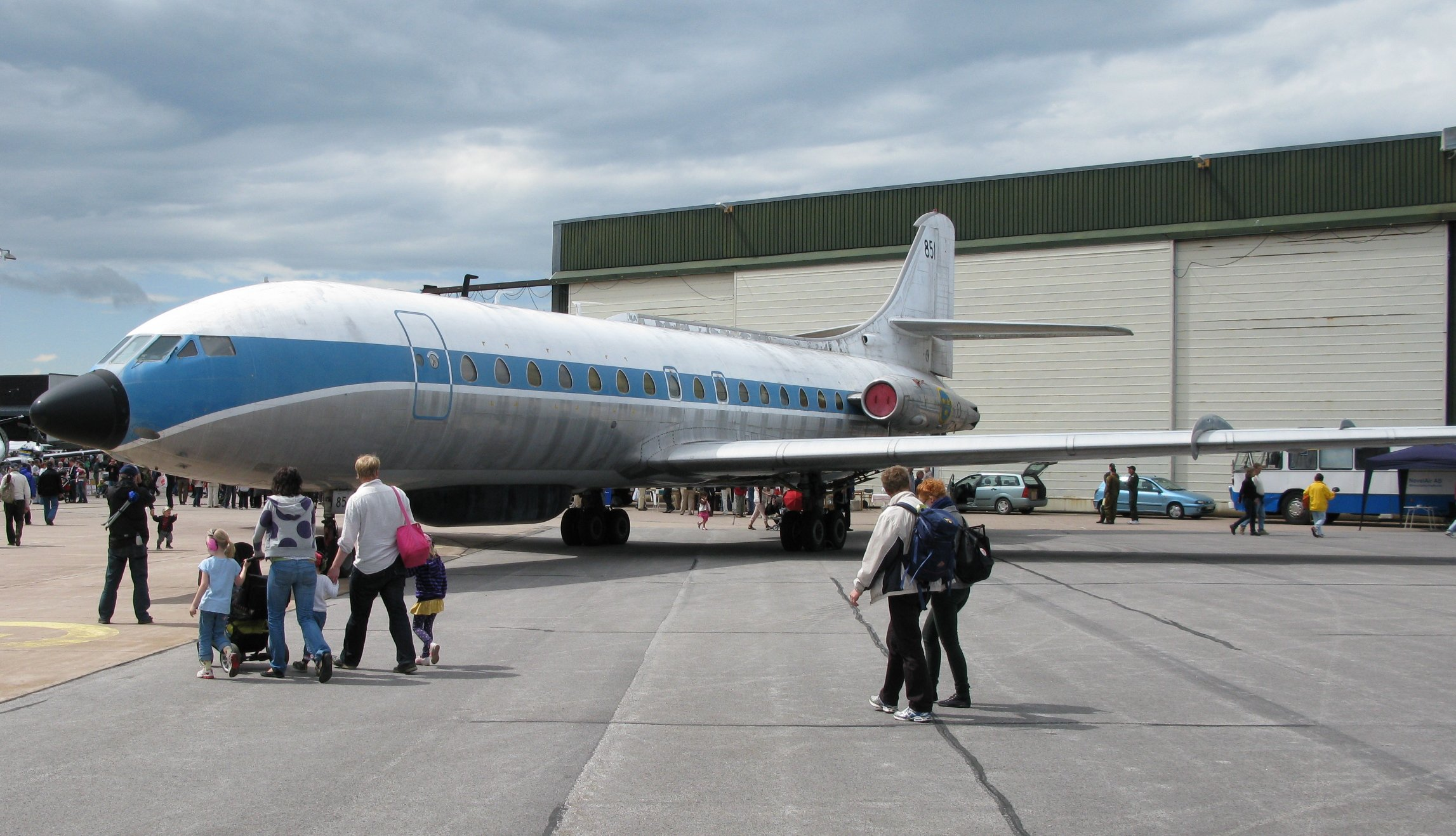
L'un des deux Tp85 de la Svenska flygvapnet.

En dehors de la France, la Caravelle n'est utilisée que par deux gouvernements de pays européens. La force aérienne yougoslave reçoit une Caravelle, commandée initialement par la JAT Airways, début 1969, devant remplacer un Douglas DC-6 pour le transport du président Josip Broz Tito. Peu exploité, l'appareil est remplacé en 1975 par un Boeing 727 et revendu en France en mai 1979. La Svenska flygvapnet, la force aérienne suédoise, rachète deux Caravelle à la SAS au début des années 1970. Après d'importantes modifications, ces appareils désignés « Tp85 » sont utilisés principalement en mer Baltique, pour des missions de surveillance. La Svenska flygvapnet les utilise jusqu'en 1998. Après leur retrait, l'une d'entre elles est convoyée vers Stockholm-Arlanda le 28 janvier 1999, ce qui constitue le dernier vol d'une Caravelle en Europe.

### Gouvernements africains
Un grand nombre de gouvernements de différents pays d'Afrique acquièrent des Caravelle au cours des années 1970. Le 28 décembre 1970, une première Caravelle est rachetée à Air France par la République centrafricaine pour servir au transport du président Jean-Bedel Bokassa, avant qu'une autre soit réceptionnée en 1975. Fin 1971, c'est le gouvernement sénégalais qui rachète une Caravelle à la compagnie nationale française et l'utilise comme avion présidentiel pour le président de l'époque, Léopold Sédar Senghor. Un Boeing 727 lui succède en 1978.

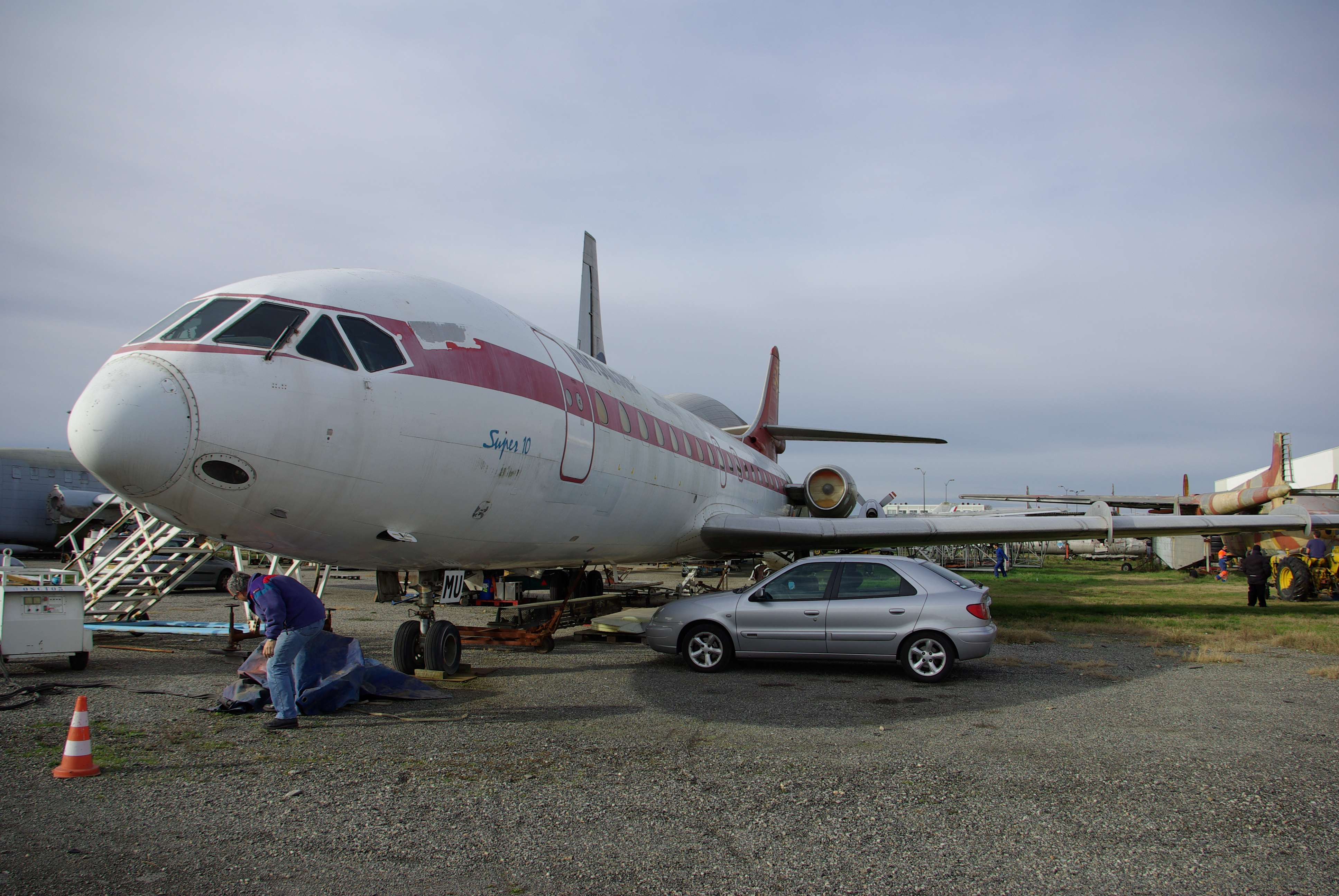
La no 249, F-GHMU, est la Caravelle du président centrafricain, Jean-Bedel Bokassa, entre 1975 et 1979.

En 1974, la République française offre à la république du Rwanda une Caravelle (no 209), qui sert également d'avion présidentiel sous l'immatriculation 9XR-CH jusqu'en 1991. En 1976, trois Caravelle, des types VI-R ayant appartenu à United Airlines, sont livrées aux gouvernements du Gabon, de Mauritanie et du Tchad et sont retirées entre 1978 et 1984. Le gouvernement centrafricain retire ses deux Caravelle en 1979, avant d'en obtenir une troisième en 1982.
Le dernier gouvernement à utiliser la Caravelle est la république du Zaïre, devenue république démocratique du Congo en 1997, qui rachète à Air Transport Service l'ancienne F-BJTI d'Air France en 1988. Cet appareil est encore actif lorsqu'il est détruit dans une explosion à l'aéroport de Kinshasa, le 14 avril 2000.

### Liste des opérateurs militaires
Outre les compagnies aériennes, des gouvernements ou des forces aériennes ont utilisé la Caravelle. Certains appareils servaient même au transport de chefs d'État.
 Algérie
- L'armée de l'air algérienne acquiert trois anciennes Caravelle III d'Air Algérie en 1978. Toutefois, elles ne sont jamais utilisées, sont abandonnées à Alger et finissent à la ferraille en 1983[95].

 Argentine
- Trois anciennes Caravelle VI-N de Aerolineas Argentina sont utilisées par la Force aérienne argentine entre 1973 et 1975[96].

 République centrafricaine
- Le gouvernement centrafricain rachète une ancienne Caravelle III d'Air France en 1970. L'appareil est utilisé par le président Jean-Bedel Bokassa jusqu'à la réception d'une 10B3, en 1975. À la chute de l'Empire centrafricain, en 1979, la Super-Caravelle est vendue en France et l'autre appareil est retiré la même année. Une autre ancienne Caravelle d'Air France est utilisée entre 1982 et 1989[97].

 République démocratique du Congo
- Le gouvernement congolais utilise à partir de 1998 l'ancienne Caravelle du gouvernement zaïrois. L'avion est détruit le 14 avril 2000 lors d'un incendie à Kinshasa[94].

 France
- L'Armée de l'air française a utilisé un grand nombre de Caravelle. L'une d'entre elles sert au transport du président, entre 1963 et 1980 ; elle est aujourd'hui conservée au Bourget. En 1976, le gouvernement français rachète trois Caravelle 11R pour les utiliser sur les sites d'essais nucléaires de Moruroa et Fangataufa. Elles sont retirées du service en 1995 et vendues à Eureka Aviation, société de négoce, qui les revend en Afrique.
- Le centre d'essais en vol de Brétigny-sur-Orge utilise deux appareils, l'un pour des essais aérodynamiques et l'autre, la Caravelle Zero-G, pour effectuer des vols paraboliques.

 Gabon
- Une Caravelle VI-R de Sterling Airways est vendue au gouvernement du Gabon en 1976, pour le président de l'époque, Omar Bongo. L'année suivante, la Caravelle est louée à Air Gabon jusqu'en 1978, où l'avion est envoyé à Venise pour une grande révision. L'appareil ne retourne pas en vol et est utilisé comme source de pièces détachées pour Europe Aero Service[97].

 Mauritanie
- Le gouvernement mauritanien utilise une Caravelle à partir de 1976 pour le transport du président Moktar Ould Daddah puis de Moustapha Ould Mohamed Saleck à partir de 1978. La Caravelle est retirée en 1984 à Dakar et utilisée comme cellule d'instruction[97].

 Mexique
- La Force aérienne mexicaine récupère deux Caravelle ayant été utilisées pour le transport de stupéfiants et les conserve jusqu'en 2006 à la base aérienne de Santa Lucía[98]. Ces deux appareils se trouvent maintenant au Parque Aviacuatico los Manantiales, au nord-ouest de Mexico[1].

 Rwanda
- Une ancienne Caravelle III de la SAS revendue à Sud-Aviation est utilisée par le gouvernement rwandais entre 1974 et 1991 pour le transport du président Juvénal Habyarimana. L'appareil est acheté par Trans Zaïre Airways puis par Wetrafa Airlift et retiré du service en 1994[97].

 Sénégal
- Le gouvernement sénégalais rachète une Caravelle à Air France pour l'utiliser pour le transport du président Léopold Sédar Senghor puis d'Abdou Diouf. Elle est retirée en 1984[97]. Utilisée pour l'instruction au sol à Dakar, la cellule existe encore en 2007[1].

 Suède

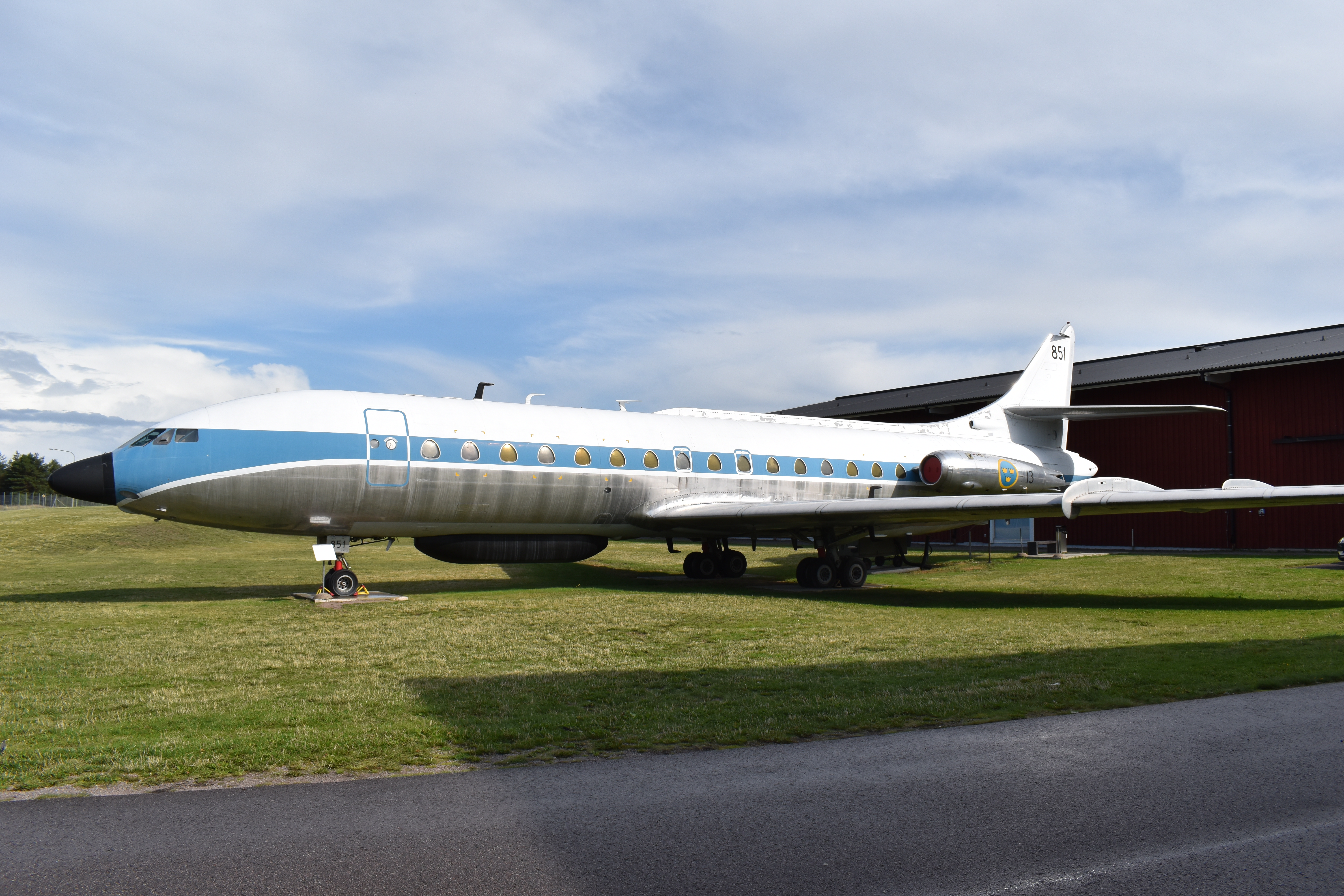
Le Flygvapnetmuseum expose l'une des deux TP85 de la Svenska flygvapnet.

- La Svenska flygvapnet (Armée de l'air suédoise) rachète deux Caravelle à la SAS en 1971 et 1972 et les utilise comme avions de surveillance sous la désignation TP85. Ces appareils restent actifs jusqu'en 1998 et sont revendus, l'un au musée de l'armée de l'air et l'autre au Caravelle Club[99].

 Tchad
- Le gouvernement tchadien utilise une Caravelle VI-R à partir de 1976 pour transporter le président Félix Malloum. Le président est renversé et l'appareil est endommagé à N'Djamena en 1980 durant les combats faisant suite au renversement du président[97]. L'avion sert de restaurant à N'Djamena et brûle accidentellement en 2001[100].

 Yougoslavie
- Une Caravelle VI-N est utilisée par le gouvernement yougoslave pour le transport de Josip Broz Tito à partir de février 1969. L'avion est retiré du service dix ans plus tard, en 1979, et vendu en France[101].

 Zaïre
- Le gouvernement zaïrois utilise à la fin des années 1990 une Caravelle immatriculée 9Q-CZZ. Elle est détruite en l'an 2000, dans l'incendie d'un stock de munitions[102].

## Utilisations scientifiques et expérimentales
Plusieurs opérateurs ont utilisé des Caravelle d'occasion pour des essais, dont notamment des tests moteurs, des vols paraboliques, et de la cartographie électronique.

### Cartographie électronique

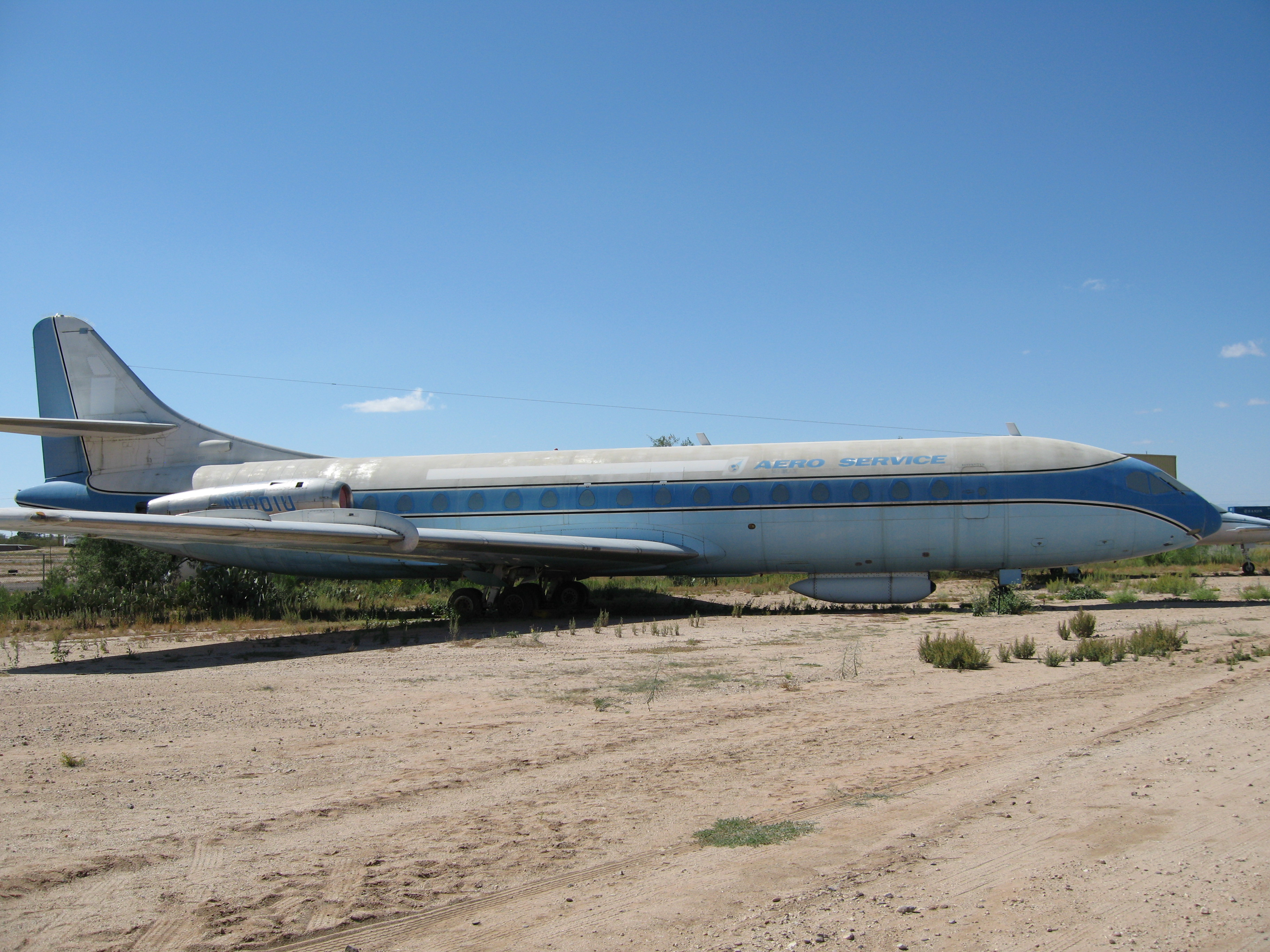
La Caravelle N1001U au Pima Air and Space Museum, à Tucson. Les titres de Goodyear Aerospace ont été masqués.

En janvier 1971, après s'être associé avec Goodyear Aerospace, Litton Industries rachète la Caravelle no 86, la première de United Airlines, pour en faire une plate-forme d'un service de cartographie électronique. Un radôme, contenant l'antenne du radar et des systèmes de navigation, est installé sous le fuselage, à l'avant, et de nombreuses modifications sont réalisées, concernant essentiellement l'équipement électronique. La première mission de l'appareil est la cartographie du bassin de l'Orénoque, au Venezuela, entre le 13 avril et le 24 mai. À partir de la fin du mois, l'avion est utilisé par une société de génie civil, la LASA, pour l'étude d'une superficie de 1,5 million de km2 dans le bassin amazonien. La société utilise également l'avion en Australie, en juin 1972, afin de cartographier une zone de plus de 5 000 km2. En mai 1973, L'appareil est restitué aux États-Unis et en 1977, plus de 12 millions de km2 sont cartographiés par la Caravelle, en Amérique du Sud, en Afrique, en Asie et en Océanie. La Caravelle est retirée en 1990 et le 28 juin, elle est transférée au Pima Air and Space Museum où elle est exposée,.

### Essais moteurs
À la fin des années 1950, la Snecma souhaite disposer d'une Caravelle pour réaliser des essais moteurs. C'est le prototype 01 qui est désigné, mais cela est refusé par Sud-Aviation, qui souhaite pouvoir disposer de l'appareil pour de futurs développements. Toutefois, la SNECMA doit disposer d'une cellule, afin de tester son nouveau réacteur, le M53, à postcombustion, développé pour le Mirage 2000. Le 28 décembre 1971, une Caravelle III, ancienne de la SAS (numéro de série 193, réimmatriculée en France F-BRIM) est livrée à Sogerma, afin que la structure soit renforcée, dans le but d'accueillir le M53.
C'est le 18 juillet 1973 qu'a lieu le tout premier vol avec le M53, avec les pilotes Jean Dabos et René Harsy aux commandes de la Caravelle modifiée. La SNECMA lance les essais le 20 septembre et en 1975, la Caravelle est retirée du service, après plus de 450 heures d'essais en vol. En juillet 1976, l'appareil retourne à la Sogerma, pour subir de nouvelles modifications, permettant l'installation du réacteur CFM56, à double flux. La Caravelle remotorisée fait son premier vol le 17 mars 1977 et entame les essais en vol le mois suivant, jusqu'en octobre 1978 pour la SNECMA, le Centre d'essais en vol poursuivant les essais jusqu'à la certification du moteur, en novembre 1979.

### Caravelle Zero-G

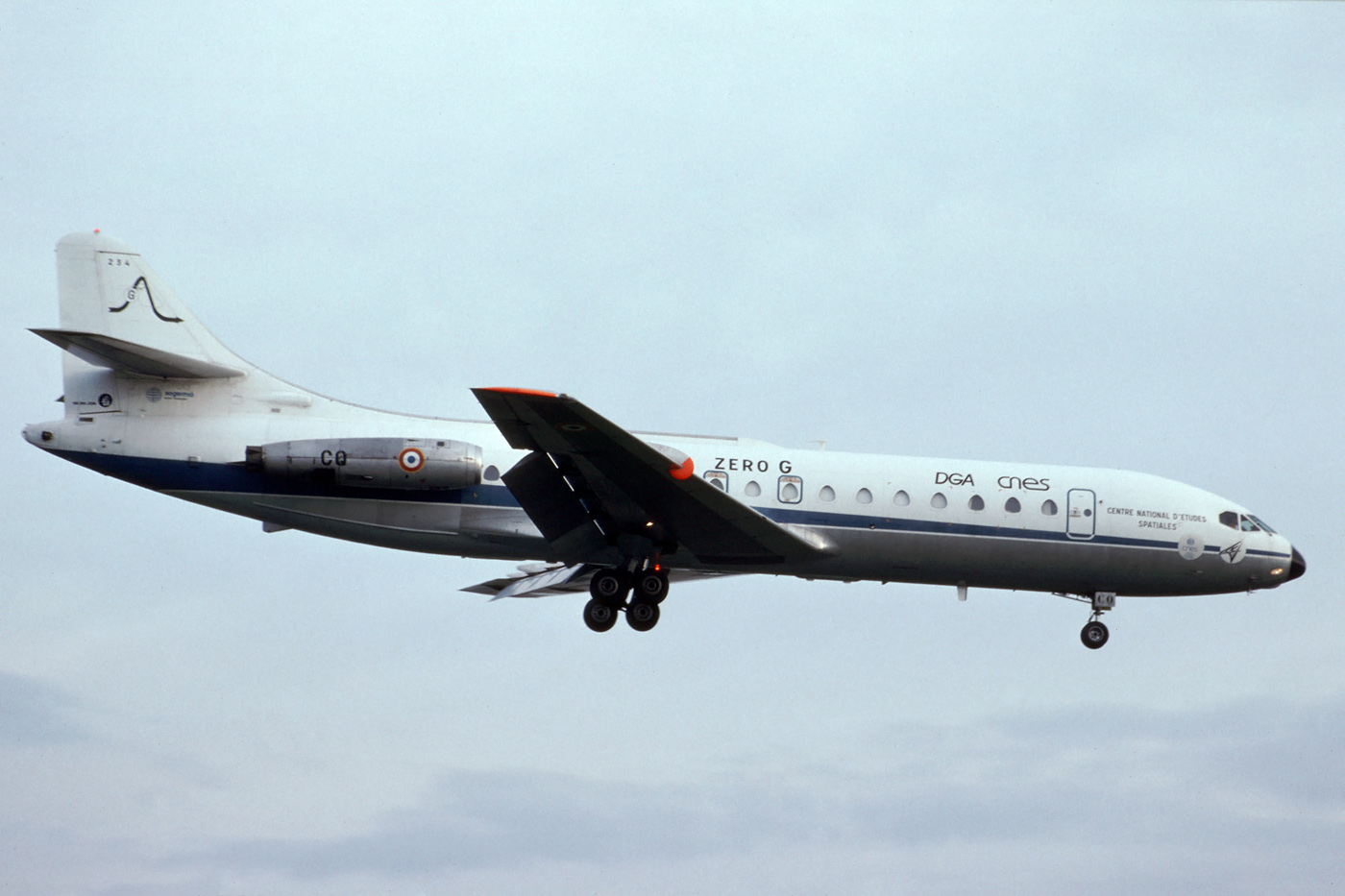
Caravelle Zero-G en 1992.

Afin de réaliser des vols paraboliques pour l'entraînement des astronautes, le centre d'essais en vol suggère l'utilisation d'une Caravelle, à la fin des années 1950. Cependant, ce n'est qu'en 1984 que le projet se réalise. La Caravelle choisie est la no 234, immatriculée F-ZACQ, et appartenant déjà au CEV. Des tests sont réalisés à partir de la fin de l'année, ayant pour but l'évaluation de l'appareil et la détermination de son aptitude à effectuer des essais en conditions de micropesanteur. Le Centre national d'études spatiales, qui souhaite utiliser l'appareil, demande une étude complète, et en 1987, un vol démontre la capacité de la Caravelle à maintenir une pesanteur de 0,02 g pendant plus de vingt secondes. L'autorisation d'utiliser la Caravelle en conditions de micropesanteur est reçue en 1988, et des modifications ont lieu entre le mois d'août et janvier 1989. Les premiers vols paraboliques pour le CNES ont lieu au mois de février. Au total, 38 campagnes sont réalisées par la Caravelle jusqu'en juin 1995. Durant la période d'exploitation, 130 vols sont effectués, permettant près de 4 000 paraboles pour 24 heures de vol en impesanteur. Après son retrait, la Caravelle est transférée au Conservatoire de l'Air et de l'Espace d'Aquitaine, à Bordeaux. Les vols paraboliques sont réalisés ensuite avec l'Airbus A300 ZERO-G, jusqu'en 2015, date où il est remplacé par l'Airbus A310 Zero G.

### Essais aérodynamiques
Le centre d'essais en vol utilise une Caravelle, à partir de décembre 1964, pour tester l'équipement électronique et effectuer des essais aérodynamiques, notamment dans le cadre des programmes Concorde et Airbus. L'appareil est la Caravelle III no 116, ancienne OH-LED de Finnair, réimmatriculée en France F-ZACE. Plusieurs équipements de navigation sont ajoutés, ainsi qu'un groupe auxiliaire de puissance. La Caravelle est utilisée plus de 30 ans, avant son retrait définitif, le 13 février 1998, après un vol entre Brétigny-sur-Orge et Istres-le-Tubé. En juillet 1999, l'avion, démonté, est convoyé vers le musée européen de l'aviation de chasse de Montélimar où il est exposé.

## Accidents et incidents
En 45 ans d'exploitation commerciale, 64 Caravelle sont retirées du service à la suite d'une destruction ou pour cause de dommages irréparables, dont 53 dans des accidents aériens (les autres sont détruites dans des attentats ou lors d'incendies au sol). Sur ces accidents et incidents, aucun n'est attribué à un défaut de conception, seulement à quelques défaillances techniques ou erreurs humaines, voire à du sabotage. Une collision en vol cause la mort d'un passager en 1960, ce qui reste le seul accident n'ayant pas entraîné la destruction de la Caravelle impliquée. Le total des pertes humaines dans des accidents de Caravelle s'élève à plus de 1 300.
La première cellule détruite subit un accident causant la mort des 42 personnes à bord, le 19 janvier 1960. Le 31 janvier 2001, un appareil de Líneas Aéreas Suramericanas est détruit par le feu après avoir réalisé un atterrissage forcé. L'accident fait trois morts et deux blessés et ne laisse qu'un passager indemne.

## Postérité

### Héritage technologique et industriel
Le programme Caravelle joue un rôle primordial dans la renaissance après-guerre de l'industrie aéronautique française. Il marque aussi un début de coopération européenne, avec la participation en tant que sous-traitants d'industriels d'autres pays (notamment Fiat Aviazione). À ce titre, le programme est largement considéré comme précurseur du Concorde et surtout d'avions à réaction fabriqués par la société Airbus, une ascendance reconnue par le bureau « Héritage » du groupe Airbus, qui prend en charge la restauration de la dernière Caravelle produite, exposée à Aeroscopia,. Plusieurs ingénieurs ayant participé au programme Caravelle deviennent ensuite des personnages importants dans l'histoire d'Airbus : c'est le cas notamment de Roger Béteille et de Henri Ziegler.

### Dans la culture populaire
- Le clip de la chanson Il fait trop beau pour travailler, interprétée par Les Parisiennes, montre la Caravelle « Poitou » sur le tarmac.
- Dans la chanson La Rua Madureira, Nino Ferrer évoque la mort d'une femme aimée dans un accident de Caravelle[116].
- Dans la chanson La brume du matin, Joe Dassin admire le décollage d'une Caravelle.
- Dans la chanson La suite de ma vie de Stone et Charden, du haut de sa tour, un aiguilleur du ciel suit la route des caravelles
- Le poème en prose Le tôlier de Georges-Louis Godeau (tiré du recueil Les mots difficiles paru en 1962 chez Gallimard) évoque le rêve exaucé d'un enfant passionné d'aviation et fils de forgeron qui, après avoir terminé major de son centre d'apprentissage, décroche un emploi de tôlier et participe à la construction des avions Caravelle.
- Divers films français des années 1960 et 1970, avec en particulier Louis de Funès, Jean-Paul Belmondo, Alain Delon, font apparaître des Caravelle, principalement aux couleurs d'Air France et d'Air Inter[117].
- Hugues Aufray compose en 1966 la chanson La blanche Caravelle[118].
- Dans le clip vidéo de Cœur de pirate Pour un infidèle, on voit apparaître une Caravelle.
- Dans le film La Grande Combine (The Fortune Cookie) de Billy Wilder, réalisé en 1966, on voit une Caravelle de United Airlines atterrir à l'aéroport de Cleveland.
- Dans le film OSS 117 : Le Caire, nid d'espions de Michel Hazanavicius, sorti en 2006, on voit une Caravelle d'Air France transportant le héros jusqu'au Caire. C'est un anachronisme, l'action du film se situant en 1955[119].

### Exemplaires exposés
Plusieurs Caravelle sont visibles dans des musées ou converties en attraction. Dans ce tableau, ils sont triés par numéro de série.
| Musée ou site                                                 | n° de série | Immatriculation | Version | Histoire |
| ------------------------------------------------------------- | ----------- | --------------- | ------- | --- |
| Musée de l'aviation de Finlande                               | 21          | OH-LEA          | III     | Finnair, LTU, transavia. Longtemps stationné à Kinshasa.                                                                                                  |
| Musée de l'Épopée et de l'Industrie aéronautique, Albert      | 61          | F-BHRY          | III     | A volé pour Air France sous le nom « Touraine ». |
| Musée royal de l'Armée et de l'Histoire militaire (Bruxelles) | 64          | OO-SRA          | VI-N    | Sabena, puis Tunisair. Donnée au Musée en 1977. |
| Aero Beach, Entebbe, Ouganda                                  | 71          | 9Q-CRU          | VI-N    | Alitalia, puis Afro Cargo. Exposé sur une plage avec un 707 et des chasseurs. Portrait de Barack Obama sur la dérive.                                     |
| Pima Air and Space Museum                                     | 86          | N1001U          | VI-R    | United airlines, puis cartographie aérienne. |
| Musée européen de l'Aviation de chasse                        | 116         | F-ZACE          | III     | Aux couleurs du Centre d'essais en vol (Appartient au MAE.                                                                                                |
| Musée de l'aviation de Belgrade                               | 135         | YU-AHB          | VI-N    | JAT Airways. |
| Musée Delta (Athis-Mons)                                      | 218         | F-BVPZ          | VI      | JAT, Corse Air. |
| San Felipe Coamango, Mexique                                  | 232         | HK-3869X        | 10R     | Initialement Ibéria. Avion utilisé par des narcotrafiquants, saisi. Exposé sur un parking.                                                                |
| Xertigny                                                      | 233         | F-BYCY          | VI-N    | A appartenu à JET. Fait partie de la collection d'un particulier, Denis Duchêne, qui convertit les avions en chambres d'hôtes.                            |
| Conservatoire de l'air et de l'espace d'Aquitaine             | 234         | F-ZACQ          | VI-R    | Caravelle Zero G ayant été utilisée par le CNES, exposée sur l'aéroport de Bordeaux-Mérignac.                                                             |
| Aéroport d'Avignon-Provence                                   | 242         | F-BOHA          | III     | Ancien avion d'Air France, a porté les noms « Comté de Nice » et « Guyane ». Exposée sur le terrain de l'aéroport.                                        |
| Ailes Anciennes Toulouse                                      | 249         | F-GHMU          | 10      | Ancien appareil d'Air Toulouse International ayant auparavant appartenu à Sterling puis à l'empereur Bokassa. Elle est exposée à Blagnac (Haute-Garonne). |
| Musée de l'Air et de l'Espace                                 | 273         | F-GCVL          | 12      | Une des dernières exploitées (Air Provence jusqu'en 1995).                                                                                                |
| Aéroport de Rennes-Bretagne, musée aéronautique de Bretagne   | 275         | F-GCVJ          | 12      | Aux couleurs d'Air Inter, connue sous le nom de « Marie-Ange »,.                                                                                          |
| Aeroscopia                                                    | 280         | F-BTOE          | 12      | Aux couleurs d'Air Inter, dernier exemplaire construit.                                                                                                   |

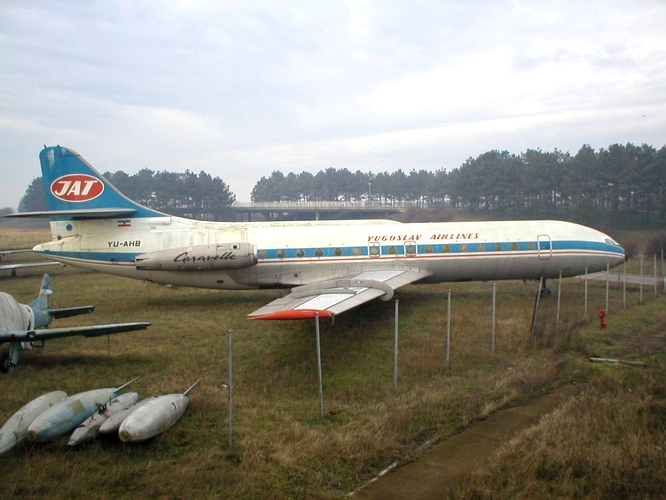
Musée de l'aviation de Belgrade, à l'aéroport Nikola-Tesla.
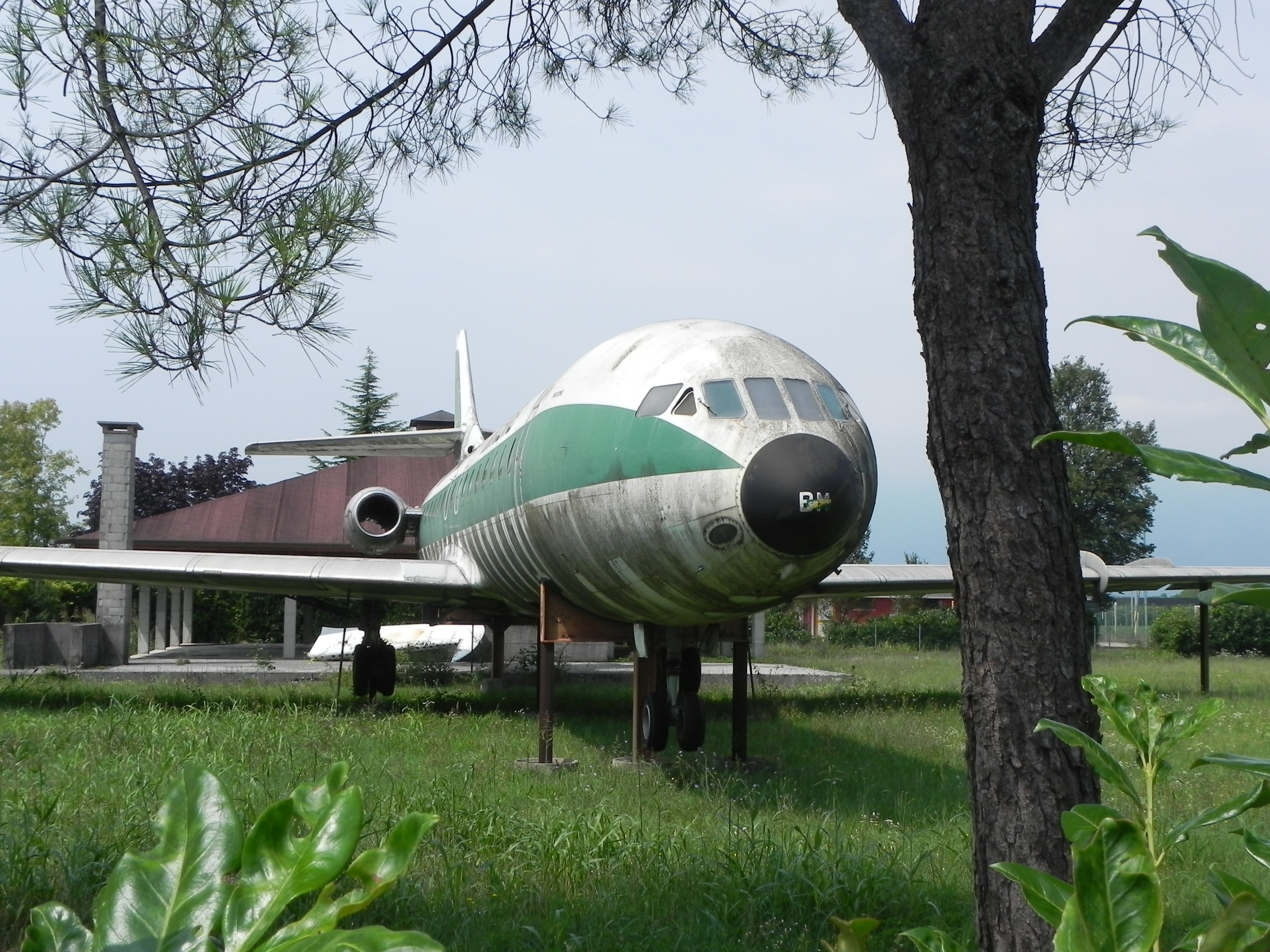
Ancienne Caravelle VI-N d'Alitalia exposée à Fontanafredda.
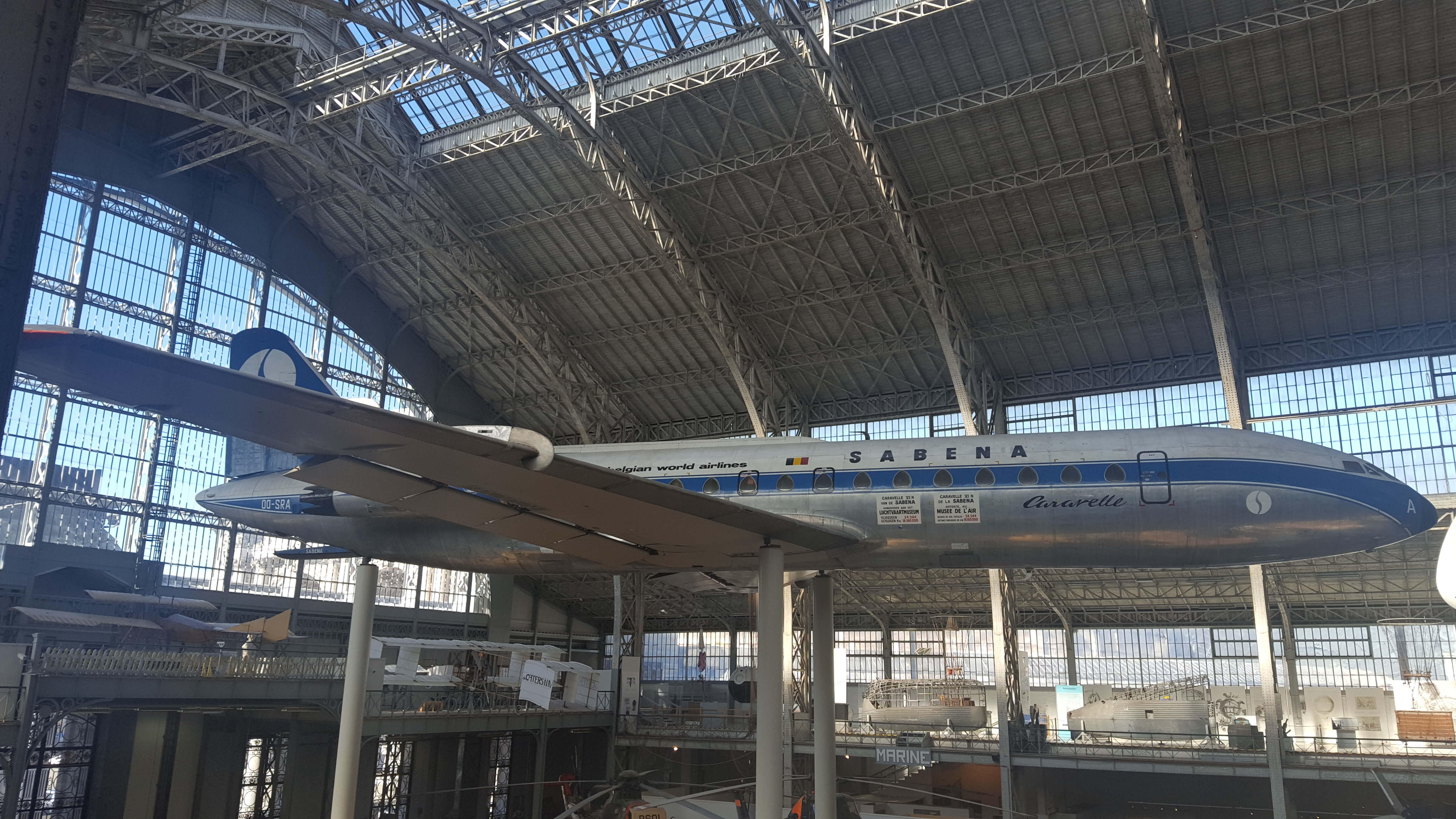
Musée royal de l'Armée (Bruxelles).
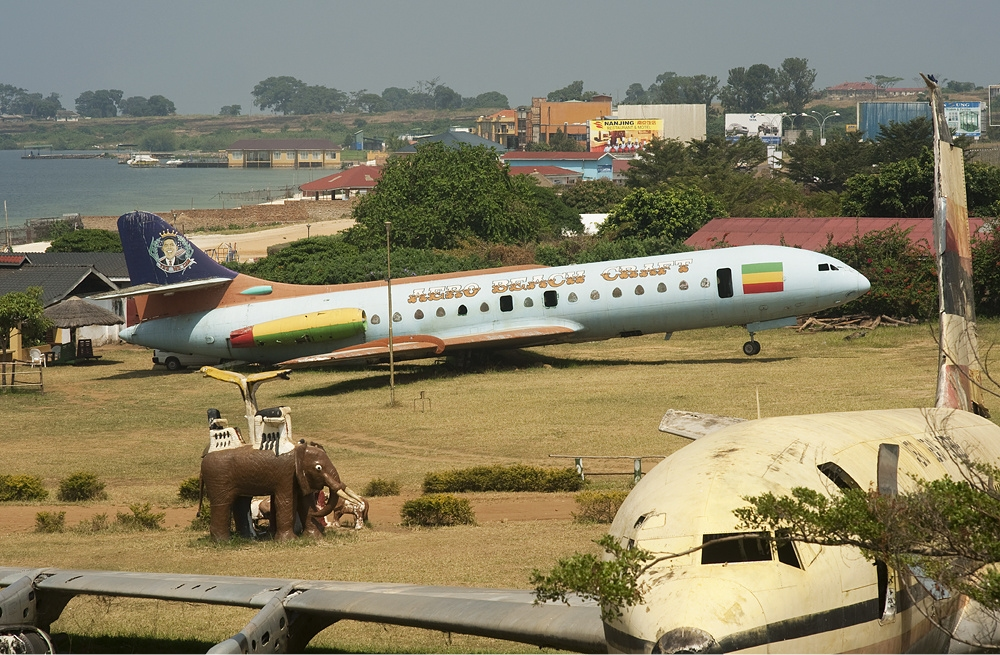
Entebbe, Ouganda.
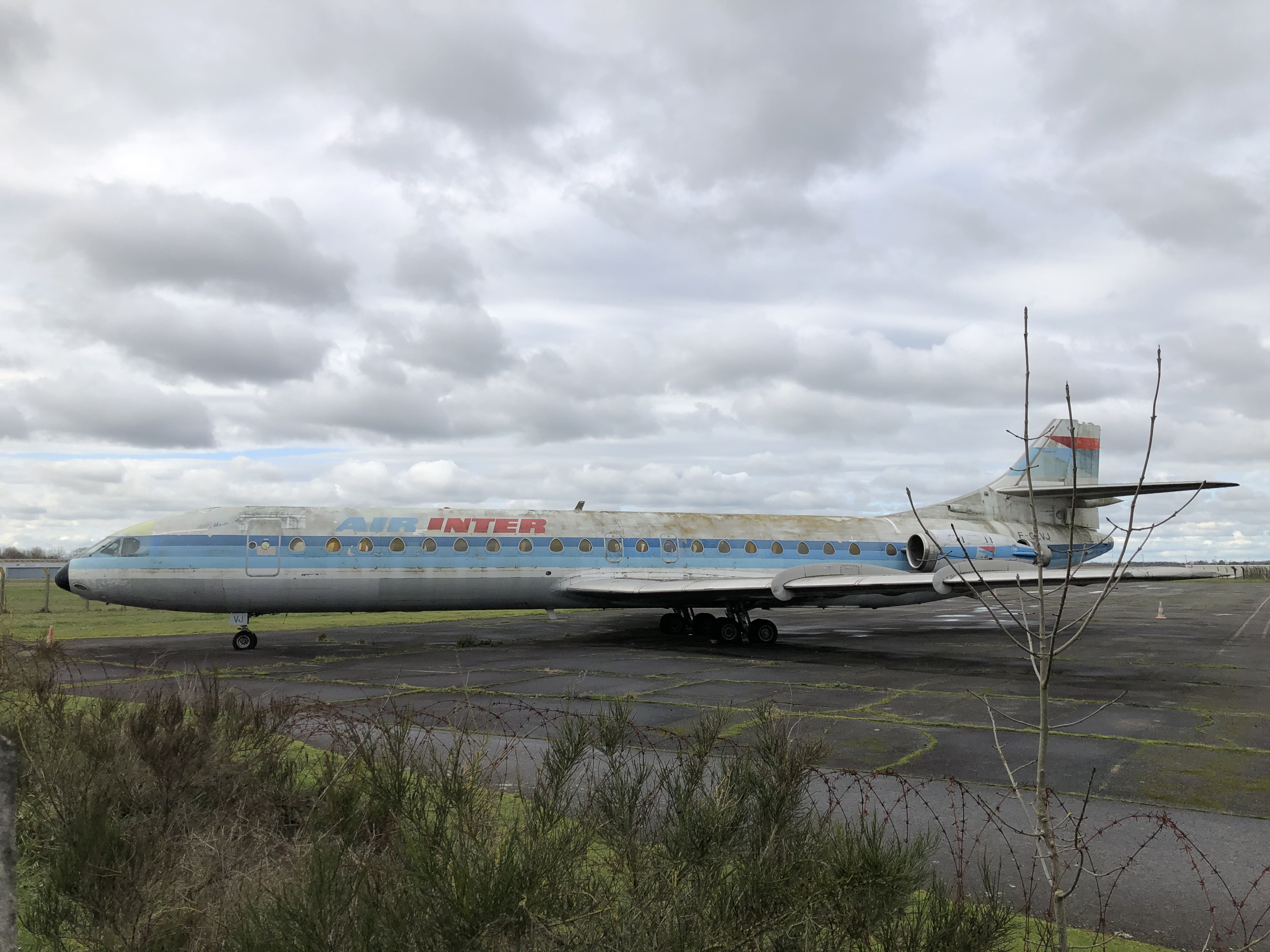
Aéroport de Rennes-Bretagne.

### Caravelle Club

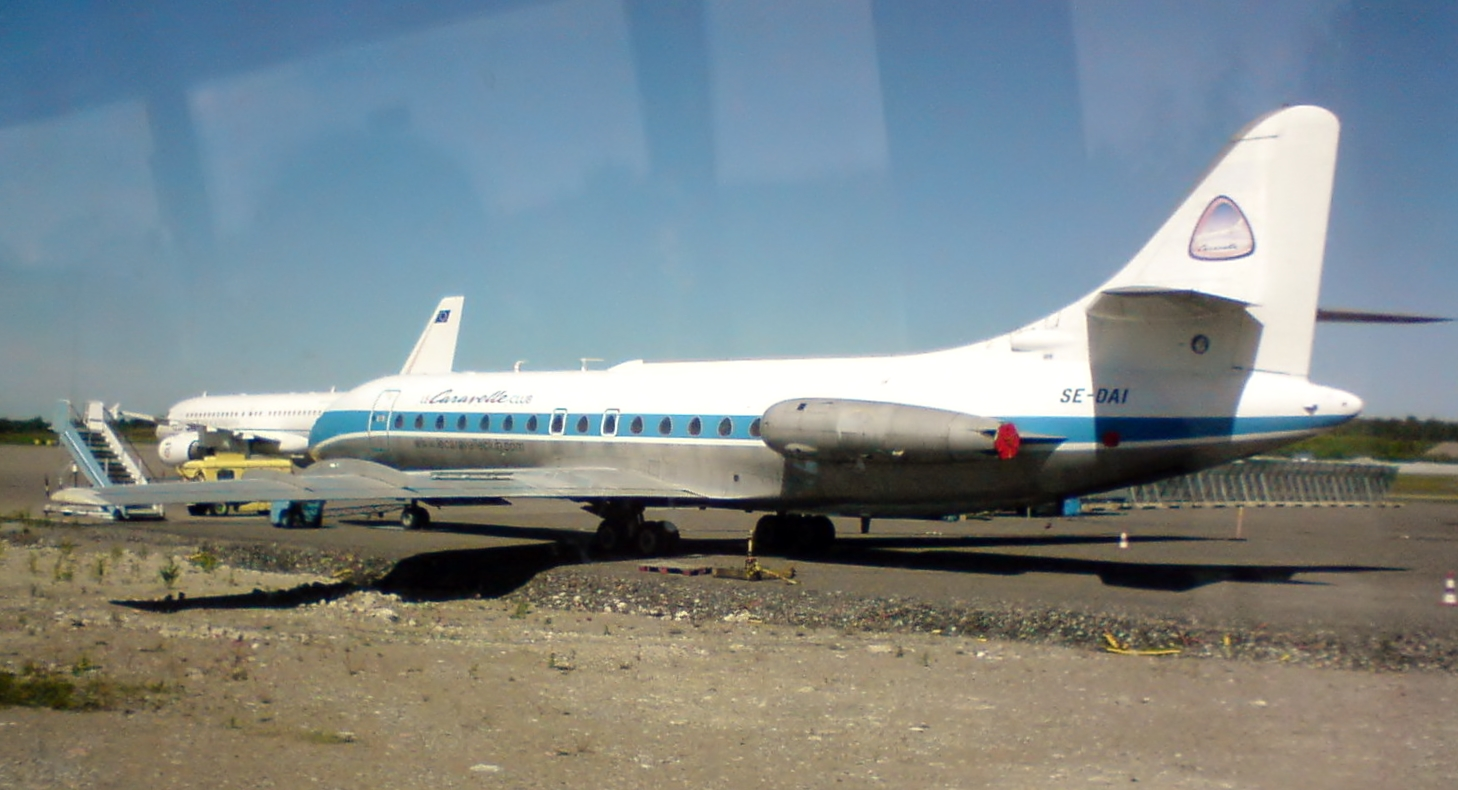
La SE-DAI du Caravelle Club à l'aéroport de Stockholm-Arlanda.

En 1999, le Caravelle Club, une association de bénévoles, acquiert une ancienne Caravelle de la Svenska flygvapnet qu'il conserve à l'aéroport de Stockholm-Arlanda. Le 27 mai 2005, un repas est servi à bord de l'appareil à l'occasion du cinquantième anniversaire du premier vol.

### Philatélie
Plusieurs timbres représentent la Caravelle. En France, elle apparaît sur un timbre « Poste Aérienne » de 500 francs, mis en circulation en 1957. Gravé par Pierre Gandon, il représente une caravelle en vol vue de trois quarts, le ton dominant étant le gris-bleu. Avec le changement de devise en 1960, la valeur faciale passe à cinq « nouveaux » francs, et le fond du timbre adopte une couleur bleue plus vive, l'émission continue jusqu'en 1971,. En Belgique, un timbre de trois francs belges représentant une Caravelle de la Sabena survolant un centre urbain est émis en 1962-1963.
La Caravelle figure aussi sur de nombreux timbres émis en Afrique subsaharienne, dans des pays francophones, à une exception près :
- Gabon, 60 francs CFA, 1962[141].
- République centrafricaine, 500 francs CFA « Poste aérienne » (1967)[142].
- République de Haute-Volta, 500 francs CFA, « Poste aérienne » (1968)[143].
- Guinée-Bissau, 8 pesos, 1984[144]

Au moins quatre autre pays ont fait apparaître le biréacteur sur leurs timbres.

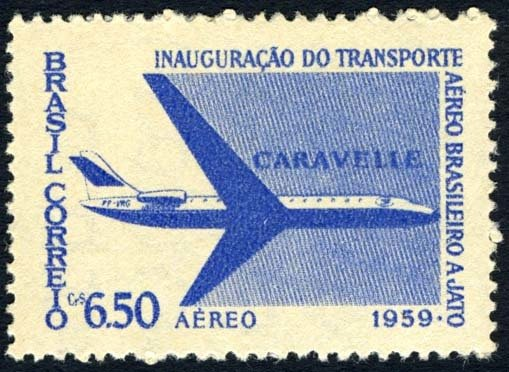
Timbre brésilien de 1959
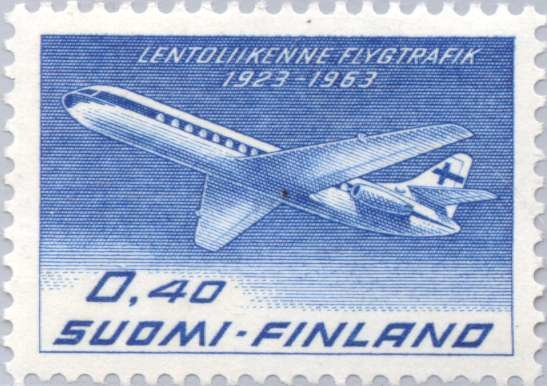
Timbre finlandais de 1963
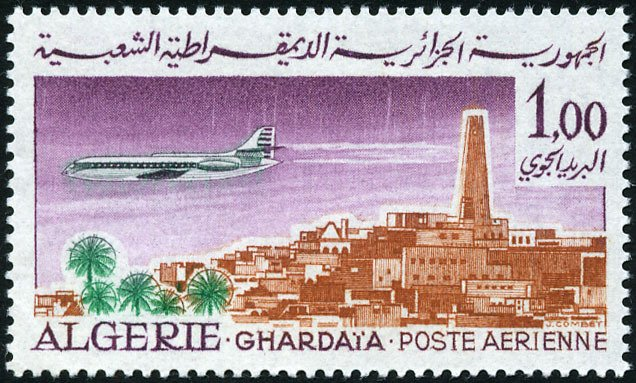
Timbre algérien de 1967
Timbre allemand de 1980